# Erebia
« Moiré (papillon) » et « Alpin (papillon) » redirigent ici. Pour les autres significations, voir Moiré et Alpin.
Genre
Erebia est un genre holarctique de lépidoptères (papillons) de la famille des Nymphalidae et de la sous-famille des Satyrinae.
Il regroupe une centaine d'espèces, dont beaucoup sont associées aux milieux froids : massifs montagneux et régions arctiques.
En français, ses espèces eurasiatiques sont appelées « Moirés », tandis que ses espèces nord-américaines sont appelées « Alpins ».

## Dénomination
Le genre Erebia a été décrit par Johan Wilhelm Dalman en 1816.

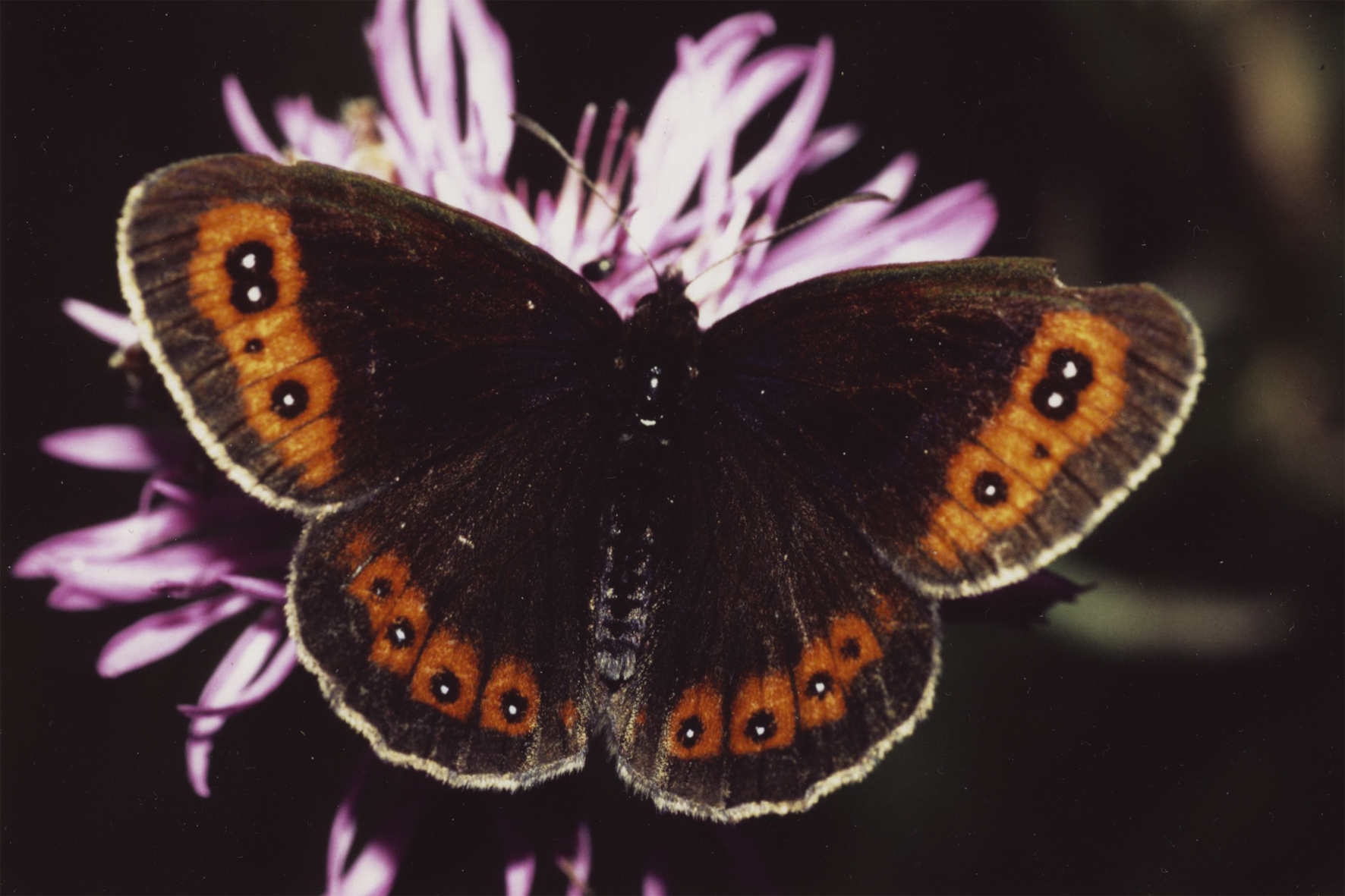
Erebia aethiops

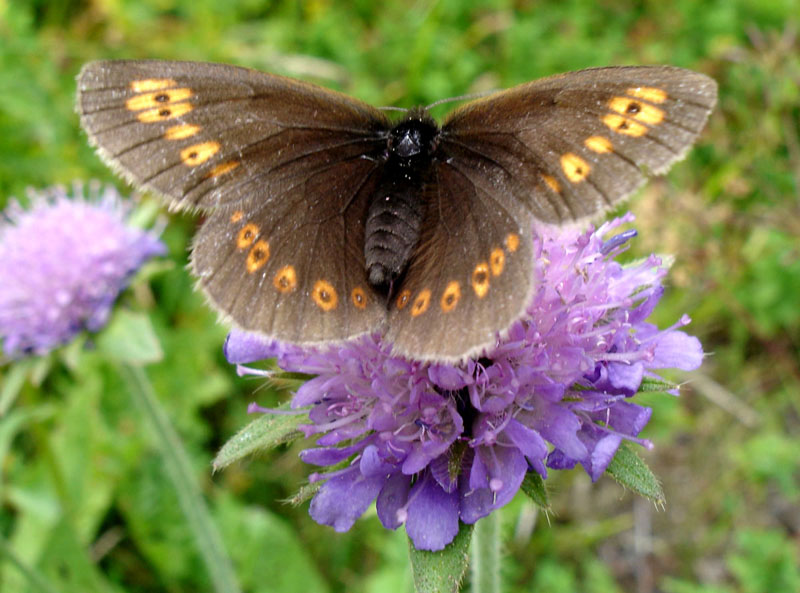
Erebia alberganus

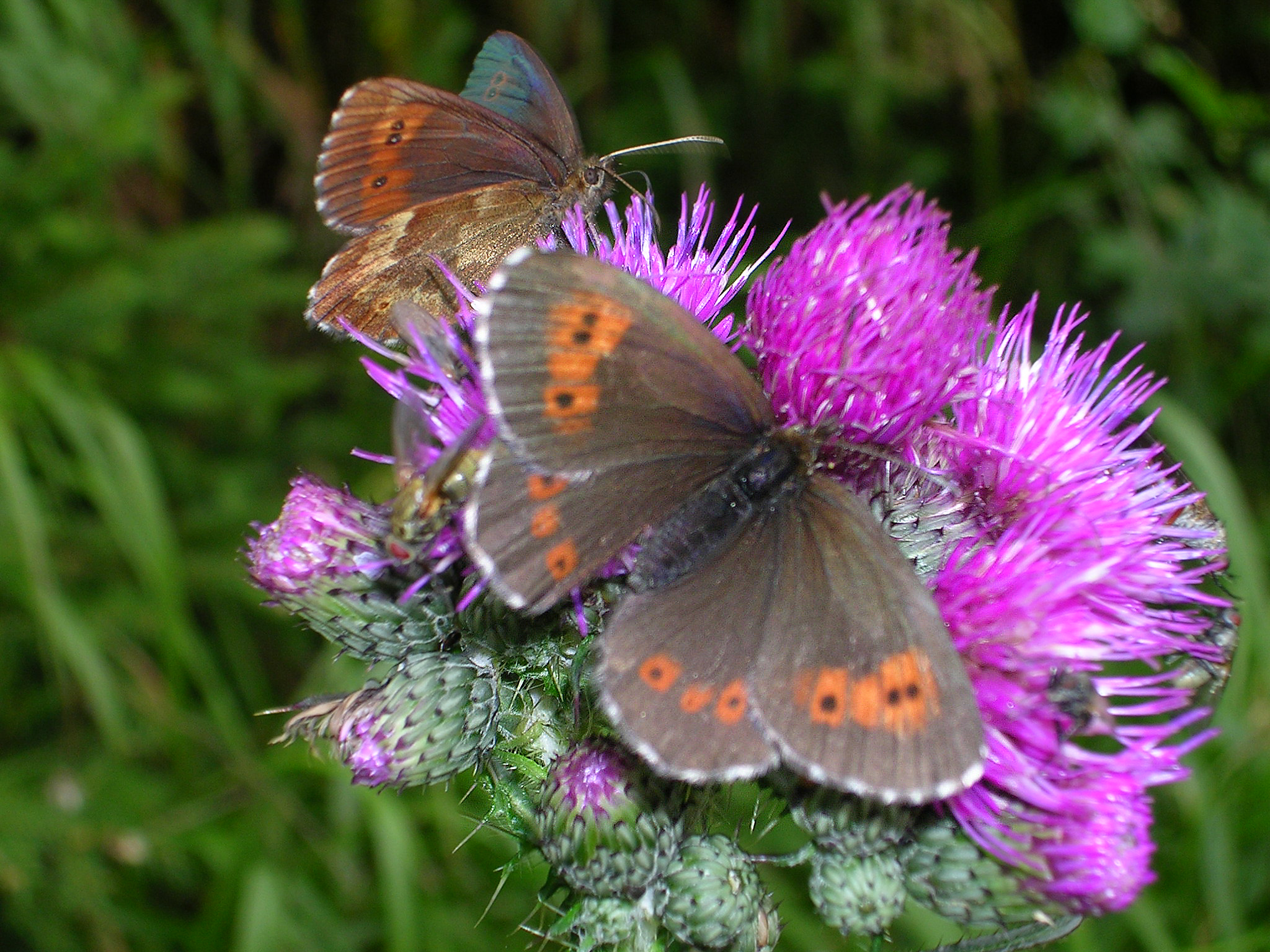
Erebia euryale

Synonymes : 
- Syngea Hübner, [1819]
- Epigea Hübner, [1819]
- Phorcis Hübner, [1819]
- Marica Hübner, [1819]
- Gorgo Hübner, [1819]
- Atercoloratus Bang-Haas, 1938
- Triariia Verity, 1953
- Truncaefalcia Verity, 1953
- Medusia Verity, 1953
- Simplicia Verity, 1953[1].

## Liste des espèces
- Erebia aethiopellus (Hoffmannsegg, 1806) — Moiré piémontais ; dans le Sud-Ouest des Alpes.
- Erebia aethiops (Esper, 1777) — Moiré sylvicole ou Grand nègre.
  - Erebia aethiops aethiops
  - Erebia aethiops melusina Herrich-Schäffer, 1847
- Erebia ajanensis Ménétries, 1857. En Chine et Corée.
  - Erebia ajanensis ajanensis
  - Erebia ajanensis arsenjevi Kurentzov, 1950 ;
  - Erebia ajanensis kosterini P. Gorbunov, Korshunov & Dubatolov, 1995 ;
- Erebia alberganus (Prunner, 1798) — Moiré lancéolé ; dans le centre de l'Europe.
  - Erebia alberganus phorcys (Freyer, [1836])
- Erebia alcmena Grum-Grshimailo, 1891. Au Tibet, dans l'ouest de la Chine et au Japon.
  - Erebia alcmena minschani Bang-Haas ;
- Erebia alini (Bang-Haas, 1937)
- Erebia anyuica Kurenzov, 1966.
  - Erebia anyuica anyuica
  - Erebia anyuica iltshira Belik, 1996
  - Erebia anyuica jakuta Dubatolov, 1992 en Yakoutie.
  - Erebia anyuica sokhondinka Dubatolov & Zintshenko, 1995 ; dans le sud de la Sibérie.
- Erebia arctica R. Poppius, 1906. En arctique européen et russe.
  - Erebia arctica flaveoides Korshunov & Tatarinov, 1996 dans l'Oural polaire
- Erebia atramentaria O. Bang-Haas, 1927. En Chine.
- Erebia arvernensis le Moiré arverne
- Erebia brimo (Böber, 1809). En Asie centrale.
  - Erebia brimo elwesi Staudinger, 1901 ;
- Erebia calcaria Lorkovic, 1949 — Moiré de Carniole ; dans les Alpes.
- Erebia callias Edwards, 1871. En Mongolie, dans le nord-est de l'Asie et l'est de l'Amérique du Nord.
  - Erebia callias sibirica Staudinger, 1881 ;
  - Erebia callias altajana Staudinger, 1901 ;
  - Erebia callias simulata Warren, 1933 ;
  - Erebia callias tsherskiensis Dubatolov, 1992 ;
- Erebia cassioides (Reiner & Hohenwarth, 1792) — Moiré lustré ; dans les Alpes et les Balkans.
  - Erebia cassioides macedonica Buresch, 1918 ; en Bulgarie.
- Erebia christi Rätzer, 1890 — Moiré du Simplon. Dans les Alpes.
- Erebia claudina (Borkhausen, 1789) — Moiré de Carinthie.
- Erebia cyclopius (Eversmann, 1844).
  - Erebia cyclopius aporia Schawerda, 1919 ;
  - Erebia cyclopius yoshikurana Kishida & Nakamura, 1941 ;
- Erebia dabanensis Erschoff, 1871.
  - Erebia dabanensis dabanensis
  - Erebia dabanensis olshvangi Gorbunov, 1995 ;
  - Erebia dabanensis troubridgei Dubatolov, 1992 ;
  - Erebia dabanensis troubridgei Dubatolov, 1992 ;
  - Erebia dabanensis sokhondoensis Belik, 2001 ;
- Erebia discoidalis Kirby, 1837. Alpin à disque rouge
  - Erebia discoidalis lena Christoph, 1889 présent dans le nord de la Sibérie.
  - Erebia discoidalis mcdunnoughi dos Passos 1940 présent au Canada
  - Erebia discoidalis yablonoica Warren, 1931
- Erebia disa (Thunberg, 1791) – Moiré boréal.
  - Erebia disa festiva Warren, 1931 ;
  - Erebia disa steckeri Holland, 1930 ;
  - Erebia disa subarctica McDunnough, 1937 ;
- Erebia dromulus Staudinger, 1901 ; dans le nord de l'Iran, en Arménie et en Turquie
- Erebia edda Ménétries, 1851. En Asie.
- Erebia embla (Thunberg, 1791) — Moiré lapon.
  - Erebia embla dissimulata Warren, 1931 ;
  - Erebia embla succulenta Alpheraky, 1897 ;
- Erebia epiphron (Knoch, 1783) — Moiré de la canche.
- Erebia epipsodea Butler, 1868. Alpin commun au nord-est de l'Amérique du Nord.
  - Erebia epipsodea rhodia Edwards, 1871 ;
  - Erebia epipsodea remingtoni Ehrlich, 1952 ;
  - Erebia epipsodea hopfingeri Ehrlich, 1954 ;
  - Erebia epipsodea freemani Ehrlich, 1954 ;
- Erebia epistygne (Hübner, 1819) — Moiré provençal.
- Erebia eriphyle (Freyer, 1839) — Moiré bavarois.
- Erebia erynnin Warren, 1932.
  - Erebia erynnin erynnin
  - Erebia erynnin chara Churkin, 1999 ;
- Erebia eugenia Churkin, 2000.
- Erebia euryale (Esper, 1805) — Moiré frange-pie.
- Erebia fasciata Butler, 1868. Dans l'ensemble de l'Arctique.
  - Erebia fasciata semo Grum-Grshimailo, 1899 ;
  - Erebia fasciata avinoffi Holland, 1930 ;
- Erebia flavofasciata Heyne, 1895 — Moiré des Grisons.
- Erebia fletcheri Elwes, 1899 ; dans l'Altaï et le nord-est de la Sibérie.
  - Erebia fletcheri fletcheri
  - Erebia fletcheri chorymensis Korshunov, 1995
  - Erebia fletcheri chajataensis Dubatolov, 1992
  - Erebia fletcheri daurica Belik, 2001
- Erebia gorge (Hübner, 1804) — Moiré chamoisé ; dans le centre de l'Europe.
  - Erebia gorge gorge Hübner, 1804 ; en Suisse et au Tyrol
  - Erebia gorge albanica Rebel, 1917 ; en Albanie.
  - Erebia gorge erynis Esper, 1805 ; en Savoie
  - Erebia gorge ramondi Oberthür 1909 ; dans les Pyrénées.
  - Erebia gorge triopes Speyer, 1865 ;
- Erebia gorgone Boisduval, 1832 — Moiré pyrénéen.
- Erebia graucasica Jachontov, 1909.
  - Erebia graucasica graucasica
  - Erebia graucasica transcaucasica Warren, 1950 ;
- Erebia haberhaueri Staudinger, 1881.
- Erebia hewitsoni Lederer, 1864. Dans le nord-est de la Turquie.
- Erebia hispania Butler, 1868 — Moiré des Ibères.
- Erebia inuitica Wyatt, 1966. En Alaska (à confirmer)
- Erebia iranica Grum-Grshimailo, 1895 ; dans le nord de l'Iran et en Turquie.
  - Erebia iranica sheljuzhkoi Warren, 1935 ;
- Erebia jeniseiensis Trybom, 1877. En Mongolie, sud de la Sibérie et dans l'Altaï.
  - Erebia jeniseiensis fasciola Warren, 1931
  - Erebia jeniseiensis septentrionalis Esaki & Hori, 1929
- Erebia kalmuka Alphéraky, 1881.
- Erebia kefersteini (Eversmann, 1851); dans l'Altaï et le nord de la Mongolie.
- Erebia kindermanni Staudinger, 1881 ; dans l'Altaï.
- Erebia kosterini Gorbunov & Korshunov, 1995.
- Erebia kozhantshikovi Sheljuzhko, 1925.
- Erebia lafontainei Troubridge & Philip, 1983.
- Erebia lefebvrei (Boisduval, 1828) — Moiré cantabrique.
- Erebia ligea (Linnaeus, 1758) — Moiré blanc-fascié.
  - Erebia ligea dovrensis Strand, 1902 ;
  - Erebia ligea herculeana Warren, 1931 ;
  - Erebia ligea kamensis Krulikovsky, 1909 ;
  - Erebia ligea eumonia Ménétries, 1859 ;
  - Erebia ligea takanonis Matsumura, 1909 ;
  - Erebia ligea sachaliensis Matsumura, 1928 ;
  - Erebia ligea rishirizana Matsumura, 1928 ;
  - Erebia ligea wutaishana Murayama ;
- Erebia magdalena Strecker, 1880. Dans les montagnes Rocheuses et en Alaska.
  - Erebia magdalena mackinleyensis Gunder, 1932 ; en Alaska.
- Erebia mancinus Doubleday, 1849. Alpin à ocelles rouges
- Erebia manto (Denis & Schiffermüller, 1775) — Moiré variable ou Petit nègre hongrois.
- Erebia medusa (Denis & Schiffermüller, 1775) — Moiré franconien ou Franconien ou Nègre à bandes fauves.
  - Erebia medusa psodea Hübner, 1804 ;
  - Erebia medusa transiens Heyne, 1895 ;
  - Erebia medusa polaris Staudinger, 1871 ;
  - Erebia medusa euphrasia Fruhstorfer, 1917 ;
  - Erebia medusa uralensis Staudinger, 1871 ;
- Erebia melampus (Fuessli, 1775) — Moiré des pâturins ; dans les Alpes.
- Erebia melancholica Herrich-Schäffer, 1846. En Asie Mineure.
- Erebia melas (Herbst, 1796) — Moiré noirâtre.
  - Erebia melas leonhardi Fruhstorfer, 1918 ;
  - Erebia melas nanos Fruhstorfer, 1918 ;
  - Erebia melas acoris Fruhstorfer, 1918 ;
  - Erebia melas vetulonia Fruhstorfer, 1918 ;
- Erebia meolans (Prunner, 1798) — Moiré des fétuques.
- Erebia meta Staudinger, 1886 ; dans le centre de l'Asie.
  - Erebia meta meta Staudinger, 1886
  - Erebia meta alexandra Staudinger, 1877
  - Erebia meta issyka Staudinger, 1877
- Erebia mnestra (Hübner, 1804) — Moiré fauve ; dans les Alpes.
- Erebia montana (Prunner, 1798) — Moiré striolé. Dans les Alpes et les Apennins.
- Erebia neoridas (Boisduval, 1828) — Moiré automnal.
- Erebia neriene (Böber, 1809).
  - Erebia neriene neriene Böber, 1809 ;
  - Erebia neriene alcmenides Sheljuzhko, 1919 ;
- Erebia niphonica Janson, 1877. Au Japon.
  - Erebia niphonica niphonica
  - Erebia niphonica doii Nakahara, 1926 ;
- Erebia nivalis Lorkovic & de Lesse, 1954 — Moiré du nardet ; dans les Alpes.
- Erebia occulta Roos & Kimmich, 1983. En Alaska, dans le Canada arctique et l'extrême nord-est de l'Asie.
- Erebia ocnus (Eversmann, 1843).
  - Erebia ocnus tianschanica Heyne, [1894]
- Erebia oeme (Hübner, 1804) — Moiré des luzules.
- Erebia orientalis Elwes, 1900 ; ou Erebia epiphron orientalis. Dans le sud-est de l'Europe.
- Erebia ottomana Herrich-Schäffer, 1847 — Moiré ottoman ; dans les Alpes, en Grèce, Bulgarie et Asie Mineure.
  - Erebia ottomana durmitorensis Warren, 1932 ;
  - Erebia ottomana bureschi Warren, 1933 ;
- Erebia palarica Chapman, 1905 — Moiré asturien.
- Erebia pandrose (Borkhausen, 1788) — Moiré cendré en Europe, Sibérie et Mongolie.
  - Erebia pandrose yernikensis Korshunov, 1995 ; dans le sud de la Sibérie.
- Erebia pawlowskii Ménétries, 1859. Dans toute l'Amérique du Nord, la Yakoutie et le nord de la Mongolie.
  - Erebia pawlowskii sajana Staudinger, 1894 ;
- Erebia pharte (Hübner, 1804) — Moiré aveuglé. Dans les Alpes.
- Erebia pluto (de Prunner, 1798) — Moiré velouté ; dans les Alpes.
  - Erebia pluto pluto De Prunner, 1798 ;
  - Erebia pluto alecto Hübner, 1804 ; en Autriche.
  - Erebia pluto burmanni Wolfsberger
  - Erebia pluto nicholi Oberthür, 1896 ;
  - Erebia pluto oreas Warren, 1933 ;
  - Erebia pluto velocissima Fruhstorfer ;
- Erebia polaris Staudinger, 1871 — Moiré polaire.
- Erebia progne Grum-Grshimailo, 1890.
- Erebia pronoe (Esper, 1780) — Moiré fontinal.
  - Erebia pronoe fruhstorferi Warren, 1933 ;
- Erebia radians Staudinger, 1886.
  - Erebia radians radians
  - Erebia radians zhdankoi Churkin et Tuzov, 2000 ;
  - Erebia radians uzungyrus Churkin et Tuzov, 2000 ;
- Erebia rhodopensis Nicholl, 1900 ; Moiré de Nicholl en Bulgarie.
- Erebia rondoui Oberthür, 1908 le Moiré de Rondou
- Erebia rossii Curtis, 1835. L'Alpin de Ross
  - Erebia rossii erda Sheljuzhko, 1924 ;
  - Erebia rossii ero Bremer, 1861 ;
  - Erebia rossii ornata Leussler, 1935 ;
  - Erebia rossii kuskoquima Holland, 1931 ;
  - Erebia rossii gabrieli dos Passos, 1949 ;
- Erebia rurigena Oberthür ; en Mongolie.
- Erebia sachaensis Dubatolov, 1992. En Yakoutie.
  - Erebia sachaensis sachaensis
  - Erebia sachaensis ola Korshunov, 1995 ;
- Erebia scipio (Boisduval, 1832) — Moiré des pierriers. Dans les Alpes.
- Erebia serotina Descimon & de Lesse, 1953 — Moiré cauterésien. Dans les Pyrénées.
- Erebia sibo (Alphéraky, 1881).
- Erebia sokolovi Lukhtanov, 1990.
  - Erebia sokolovi sokolovi
  - Erebia sokolovi severa Churkin et Tuzov, 2000 ;
  - Erebia sokolovi colorata Churkin et Tuzov, 2000 ;
  - Erebia sokolovi arcana Churkin et Tuzov, 2000 ;
- Erebia sthennyo Graslin, 1850 — Moiré andorran.
- Erebia stirius (Godart, 1824) — Moiré styrien. Dans les Alpes.
- Erebia stubbendorfi Ménétries, 1846 ; dans l'Altaï.
- Erebia styx (Freyer, 1834) — Moiré stygien. Dans les Alpes
- Erebia sudetica Staudinger, 1861 — Moiré des Sudètes.
- Erebia theano (Tauscher, 1806) ; dans le sud de la Sibérie et en Mongolie.

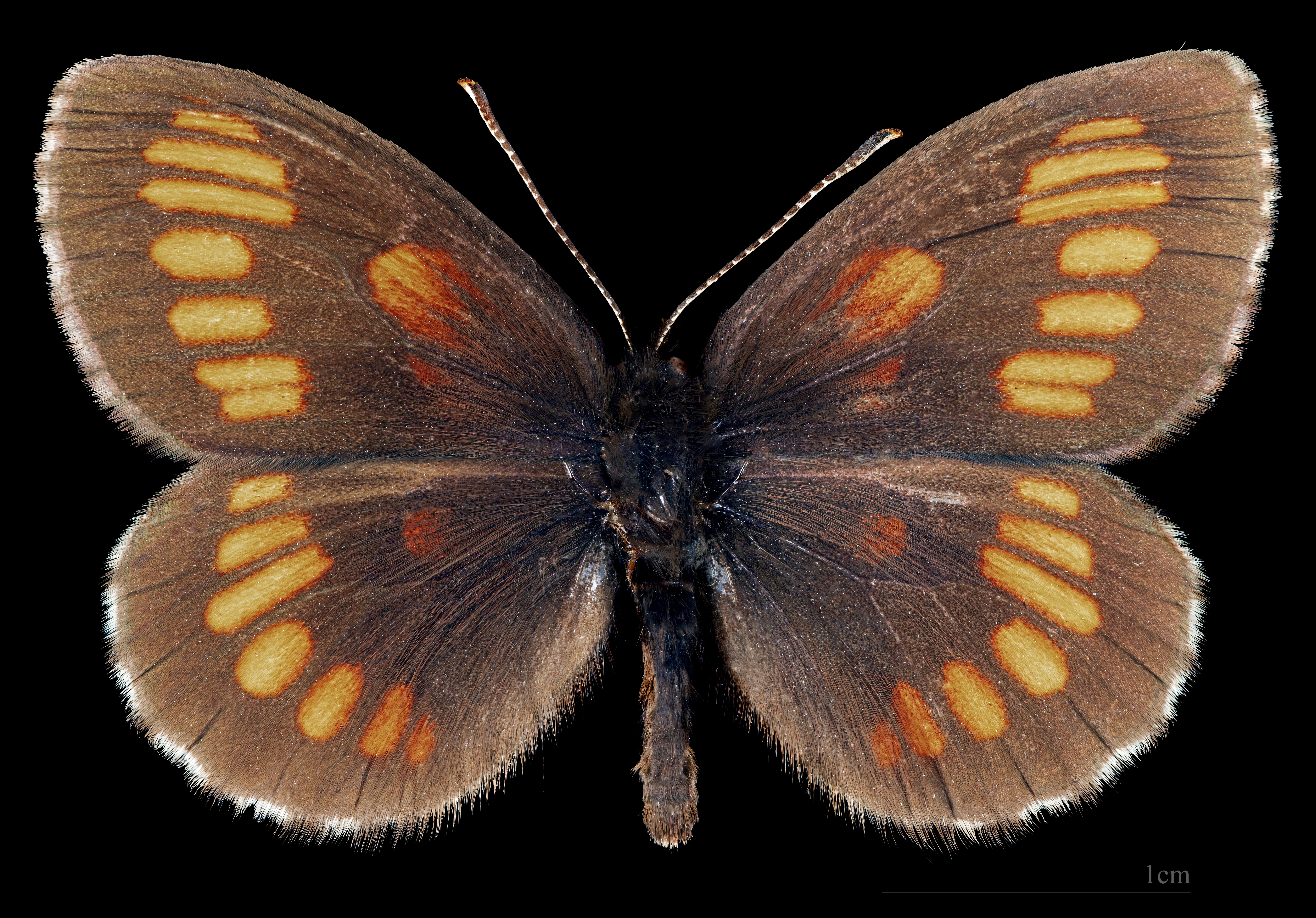
Erebia theano theano ♂ MHNT

- - Erebia theano tshugunovi Korshunov et Ivonin, 1995 ;
  - Erebia theano shoria Korshunov et Ivonin, 1995 ;
  - Erebia theano ethela Edwards, 1891 ;
  - Erebia theano demmia Warren, 1936 ;
  - Erebia theano sofia Strecker, 1880 ;
  - Erebia theano alaskensis Holland, 1900 ;
- Erebia triarius (Prunner, 1798) – Moiré printanier.
- Erebia turanica Erschoff, 1877. En Asie.
  - Erebia turanica jucunda Püngeler, 1903 ;
  - Erebia turanica grumi Lukhtanov, 1994 ;
  - Erebia turanica laeta Staudinger, 1881 ;
  - Erebia turanica susamyr Lukhtanov, 1999 ;
- Erebia tyndarus (Esper, 1781) — Moiré cuivré ; dans les Alpes.
- Erebia vidleri Elwes, 1898.
- Erebia wanga Bremer, 1864.
- Erebia youngi Holland, 1900. En Alaska et à l'extrême nord-est de l'Asie.
  - Erebia youngi herscheli Leussler, 1935 ;
  - Erebia youngi rileyi dos Passos, 1947 ;
- Erebia zapateri (Oberthür, 1875) — Moiré aragonais.

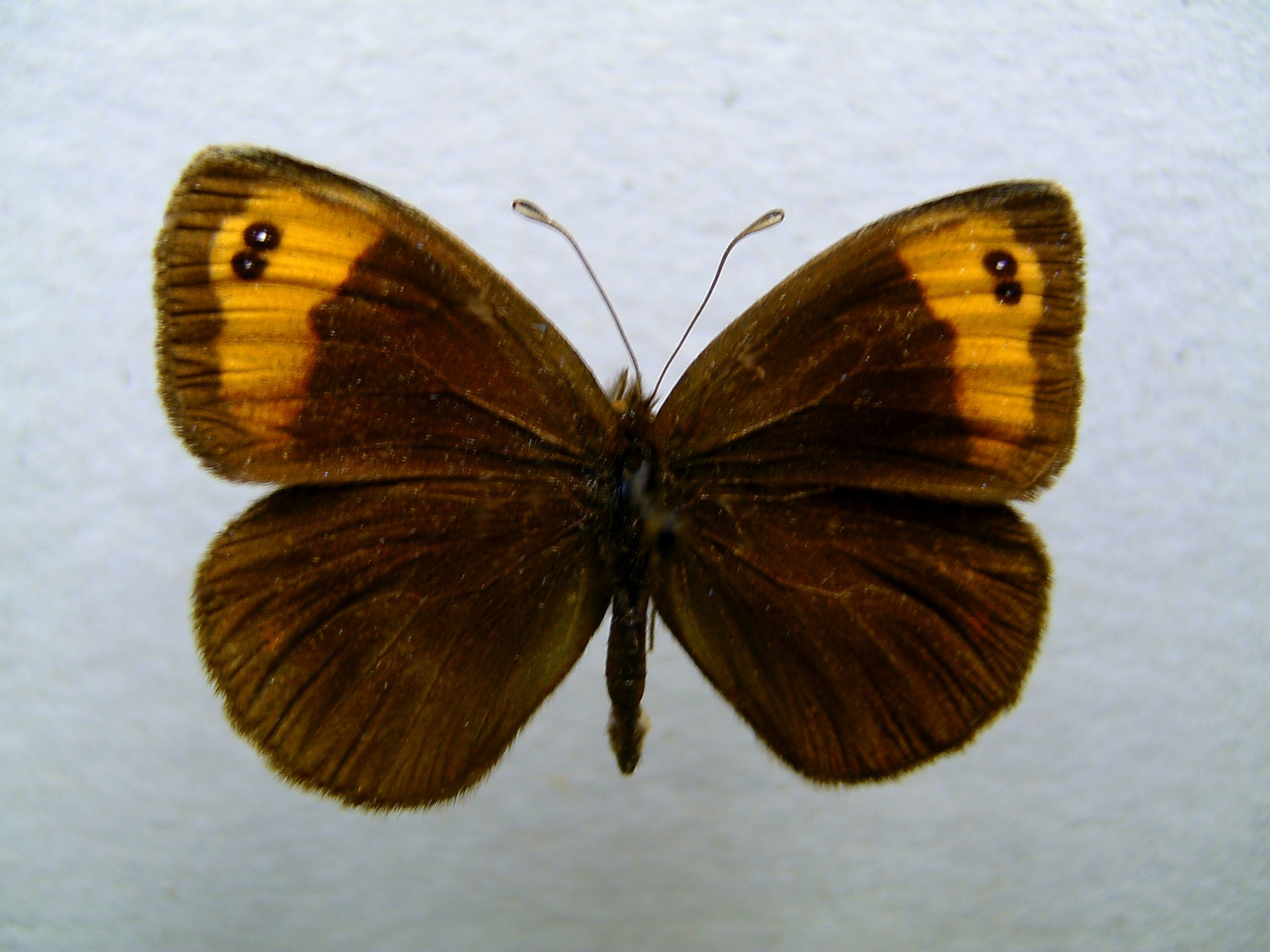
Erebia zapateri

## Erebia: comparaison en images

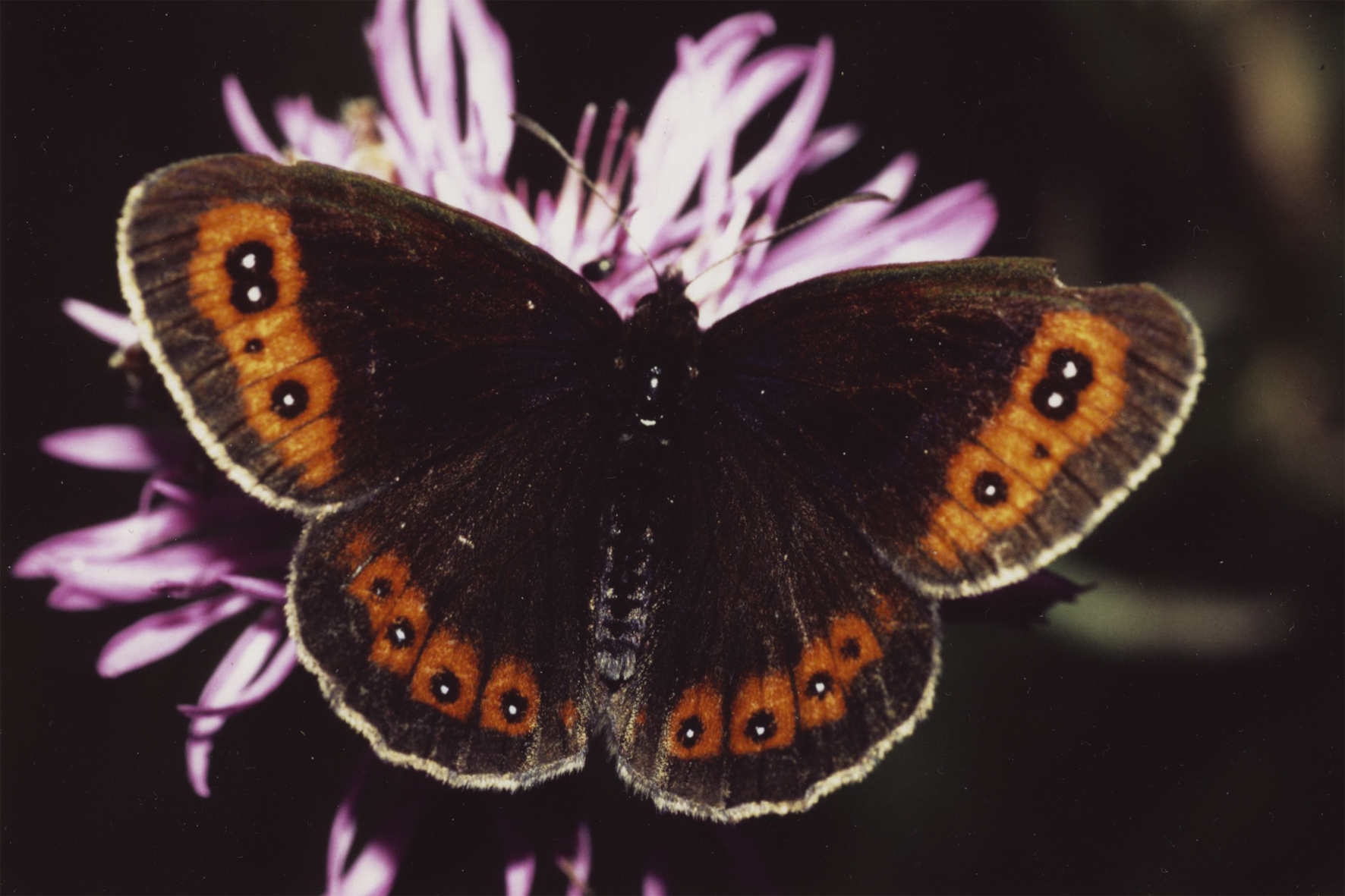
Erebia aethiops
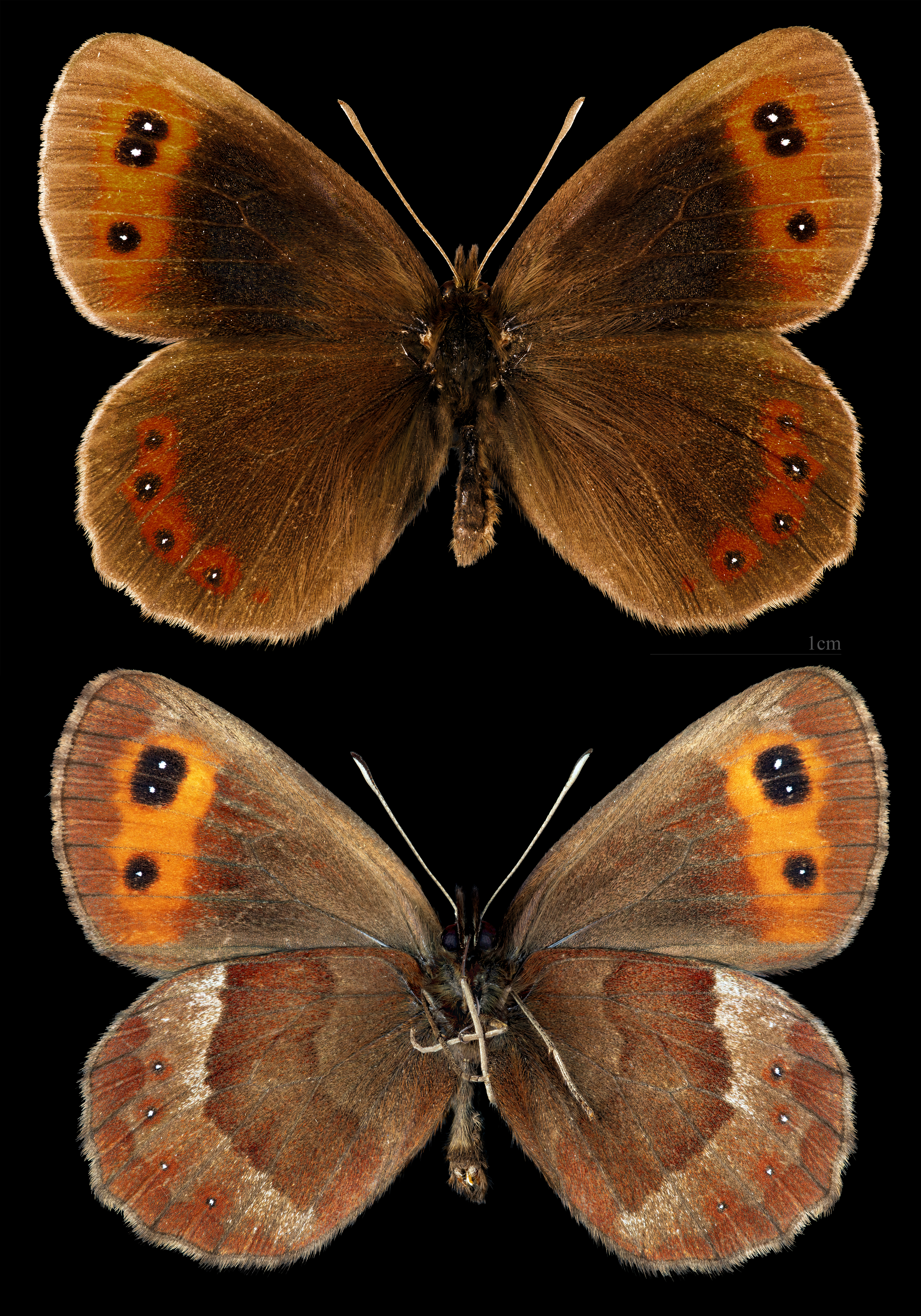
Erebia aethiops  ♂
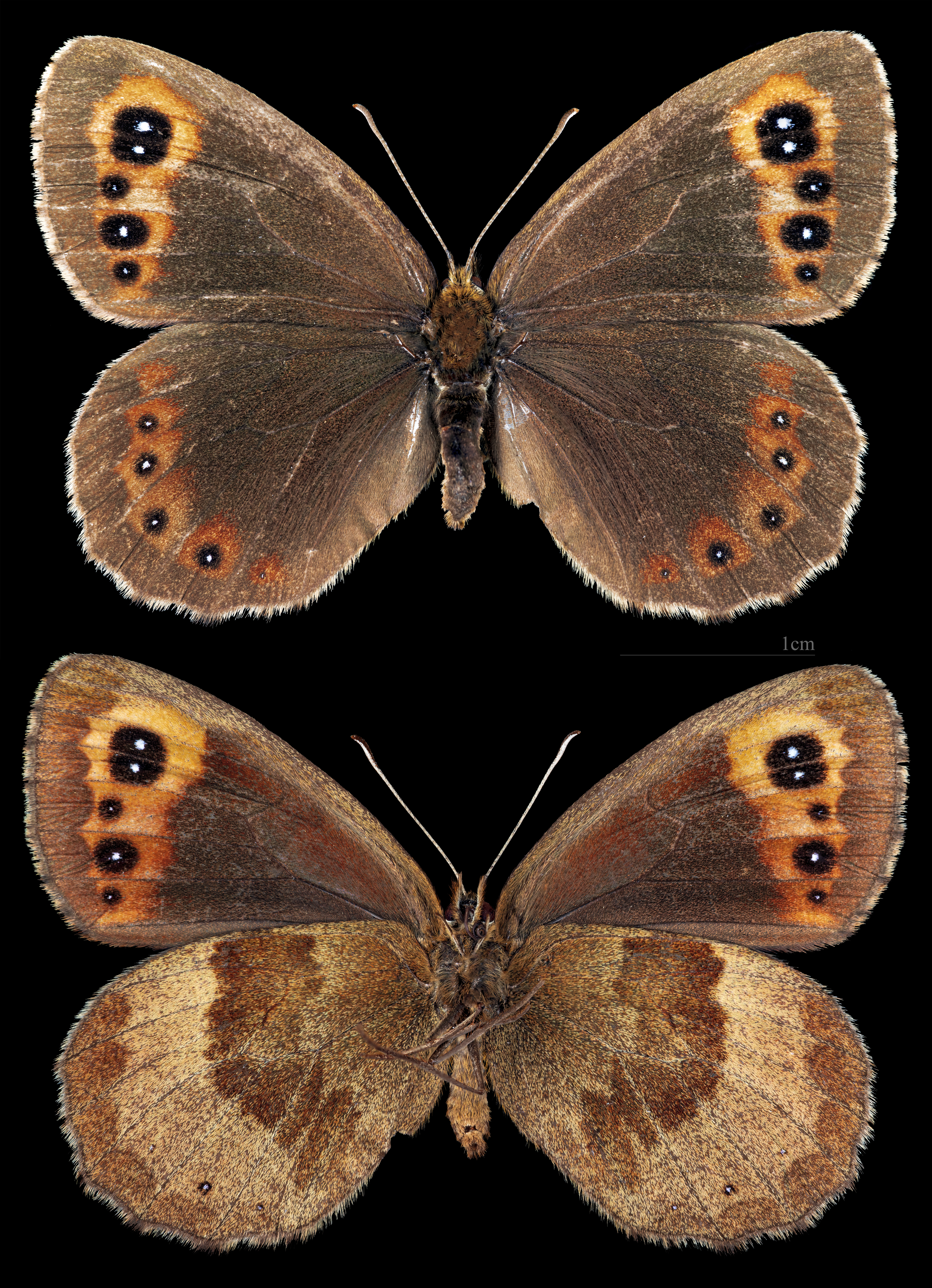
Erebia aethiops ♀
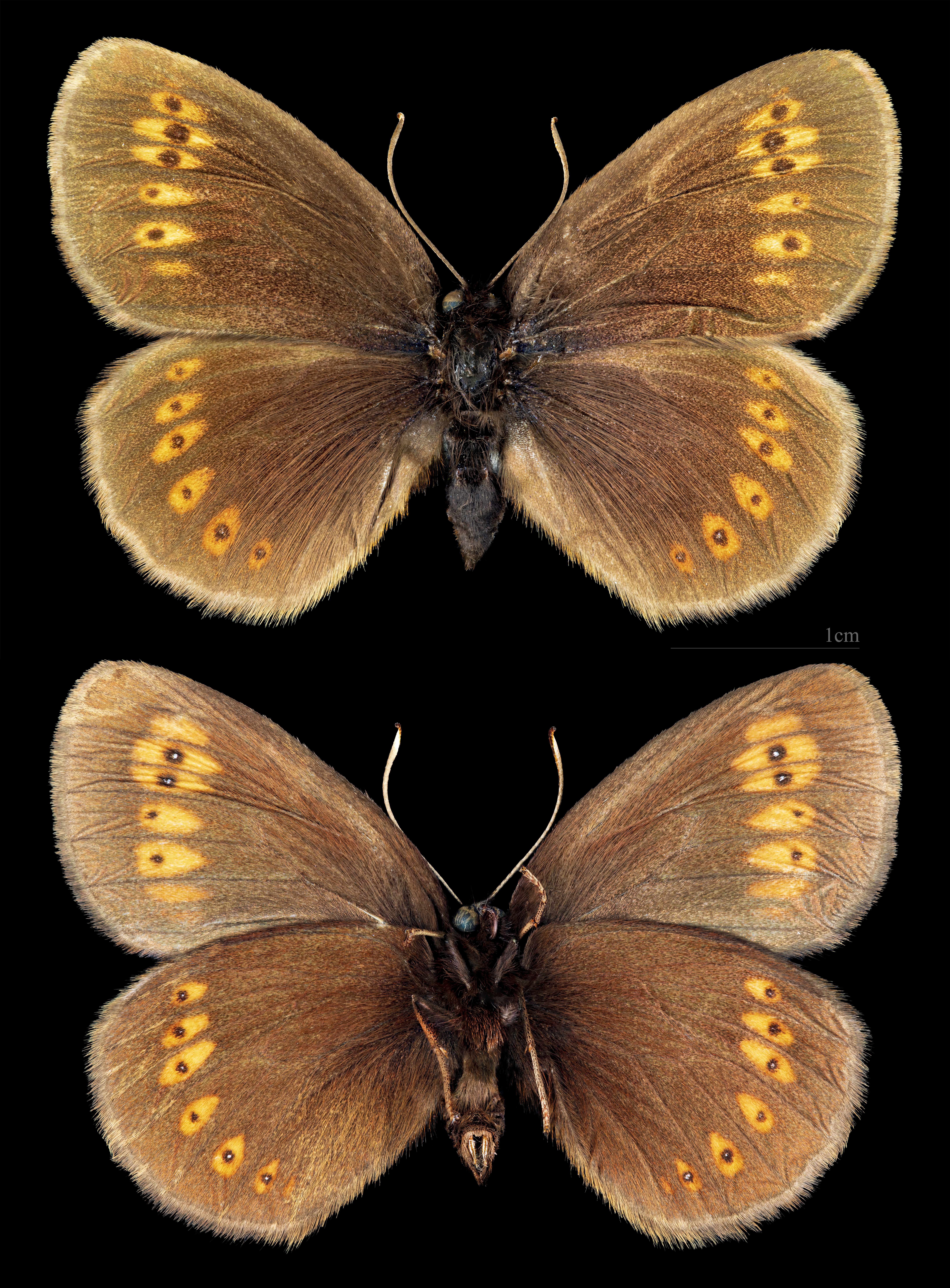
Erebia alberganus  ♂
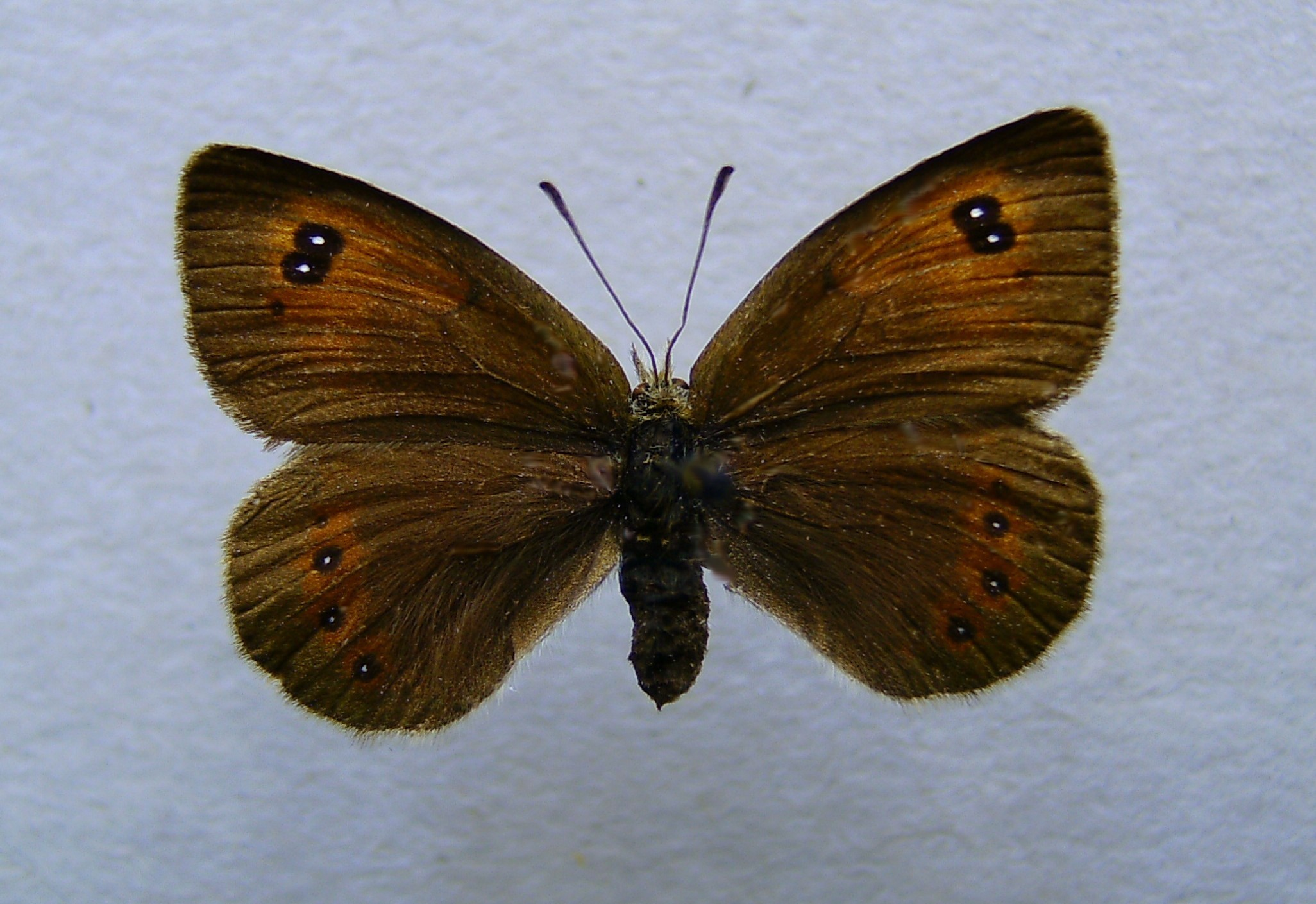
Erebia cassioides
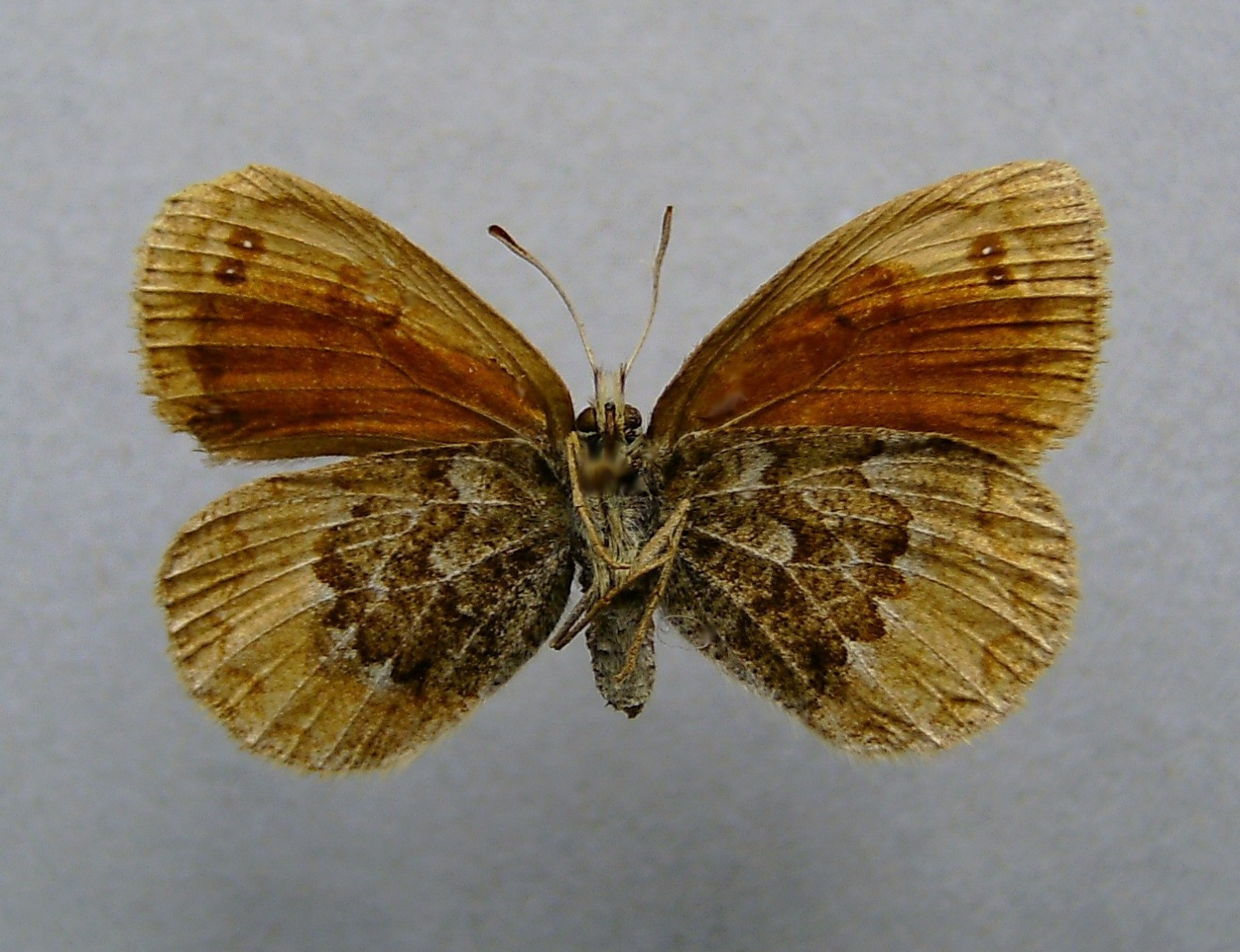
Erebia cassioides face inférieure ♀
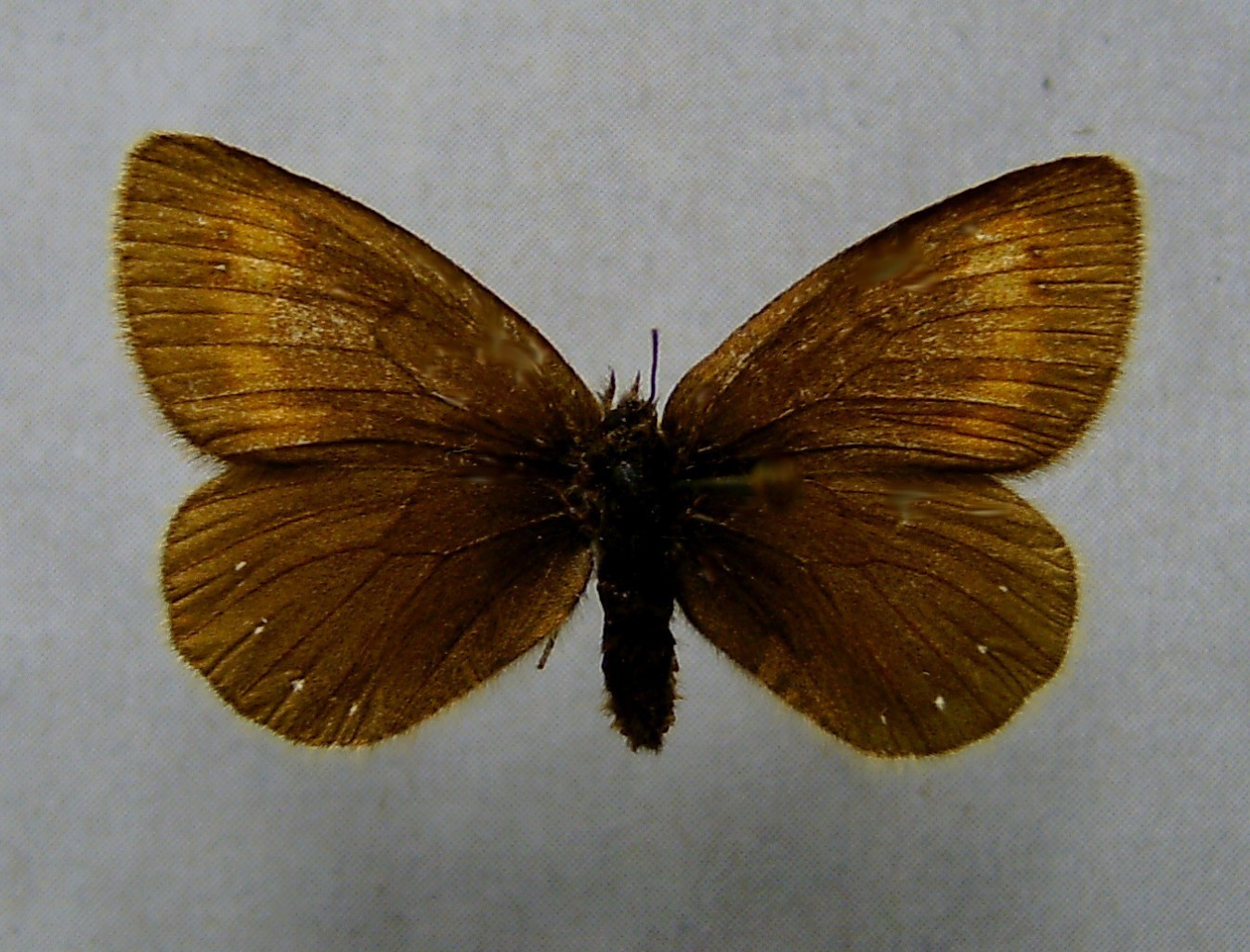
Erebia claudina
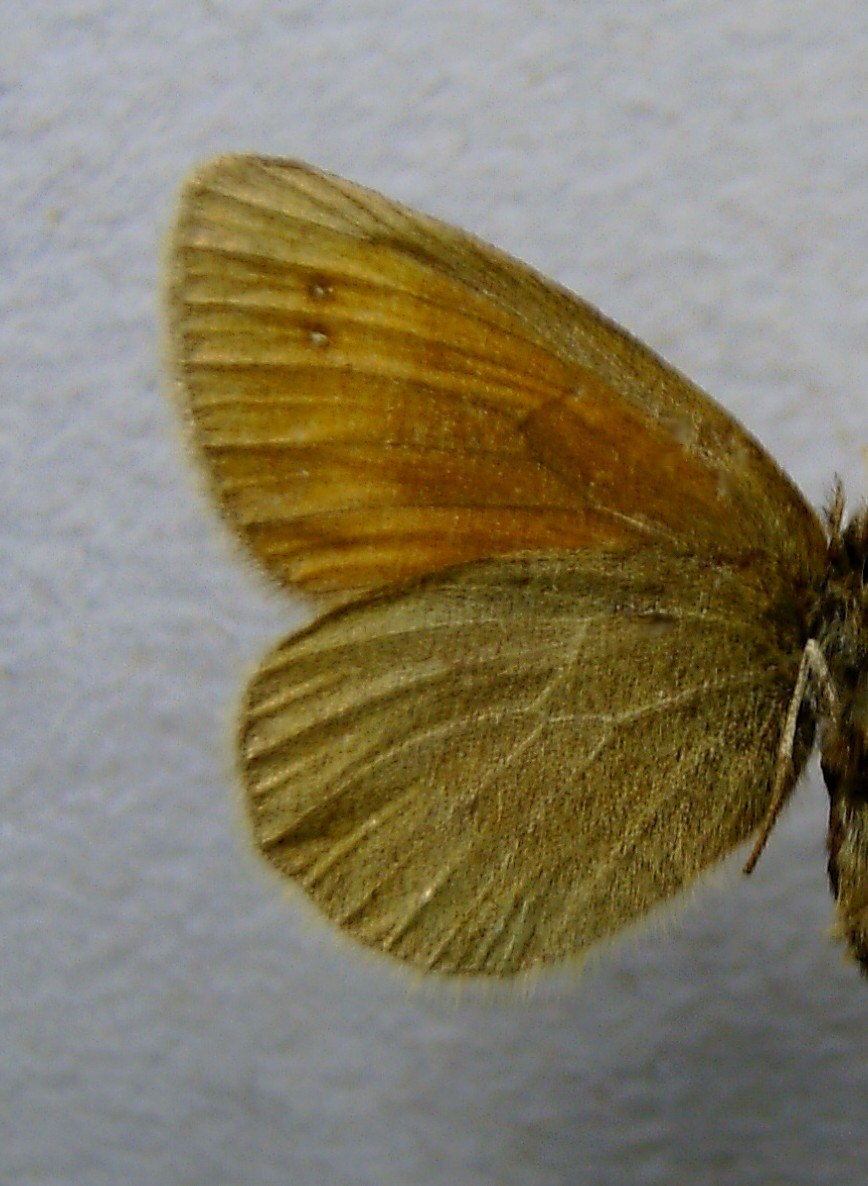
Erebia claudina face inférieure
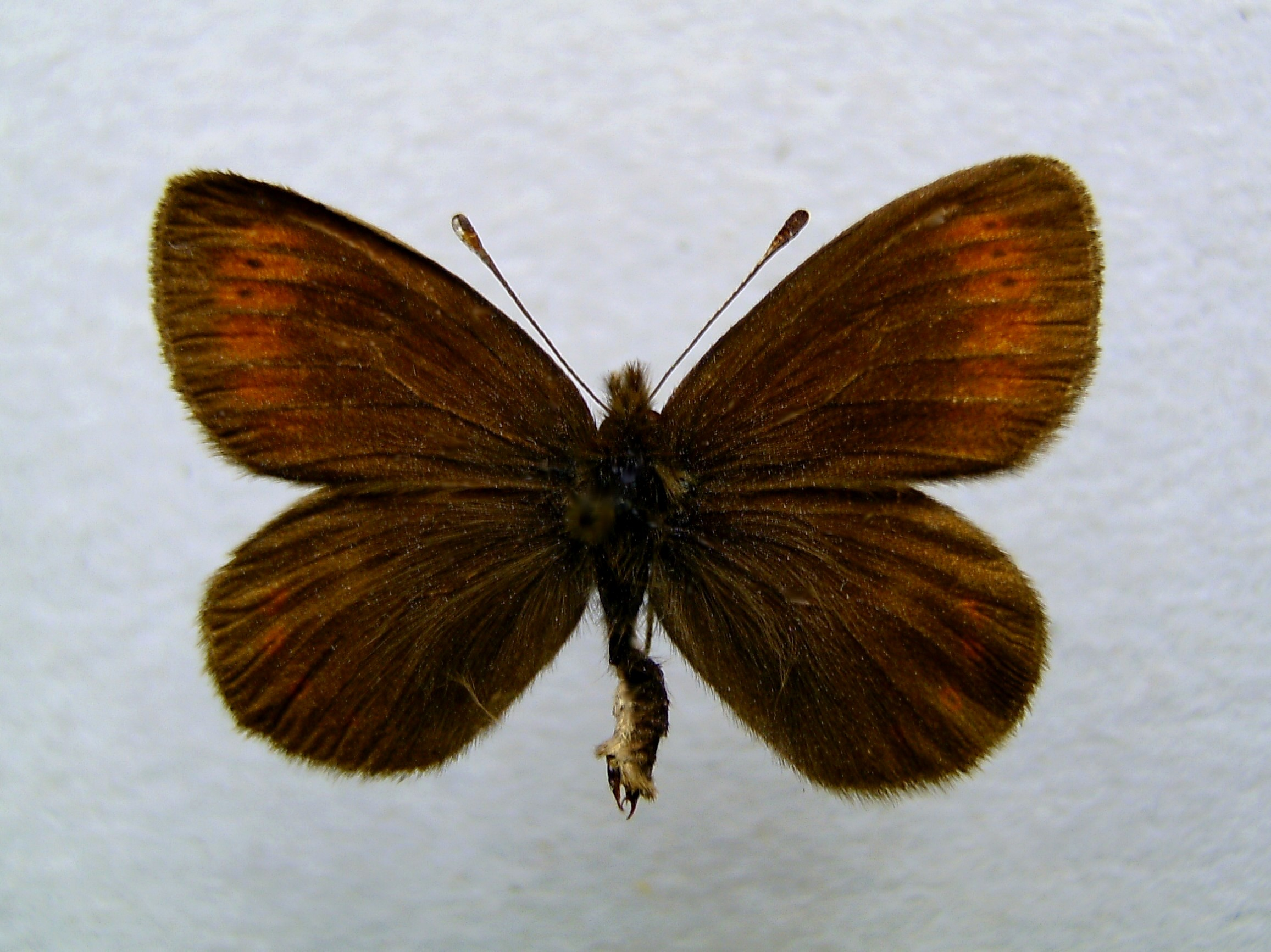
Erebia christi
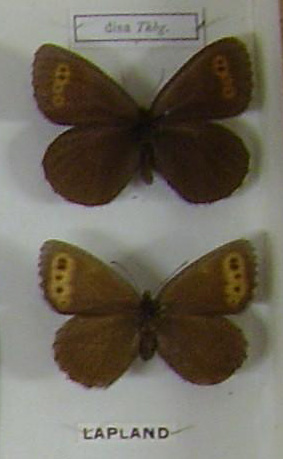
Erebia disa
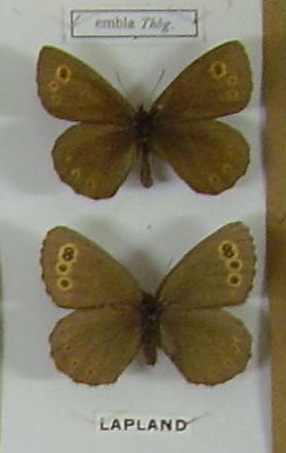
Erebia embla
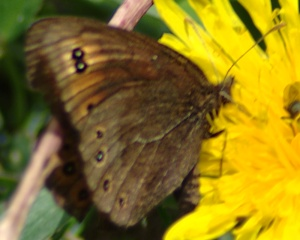
Erebia epipsodea
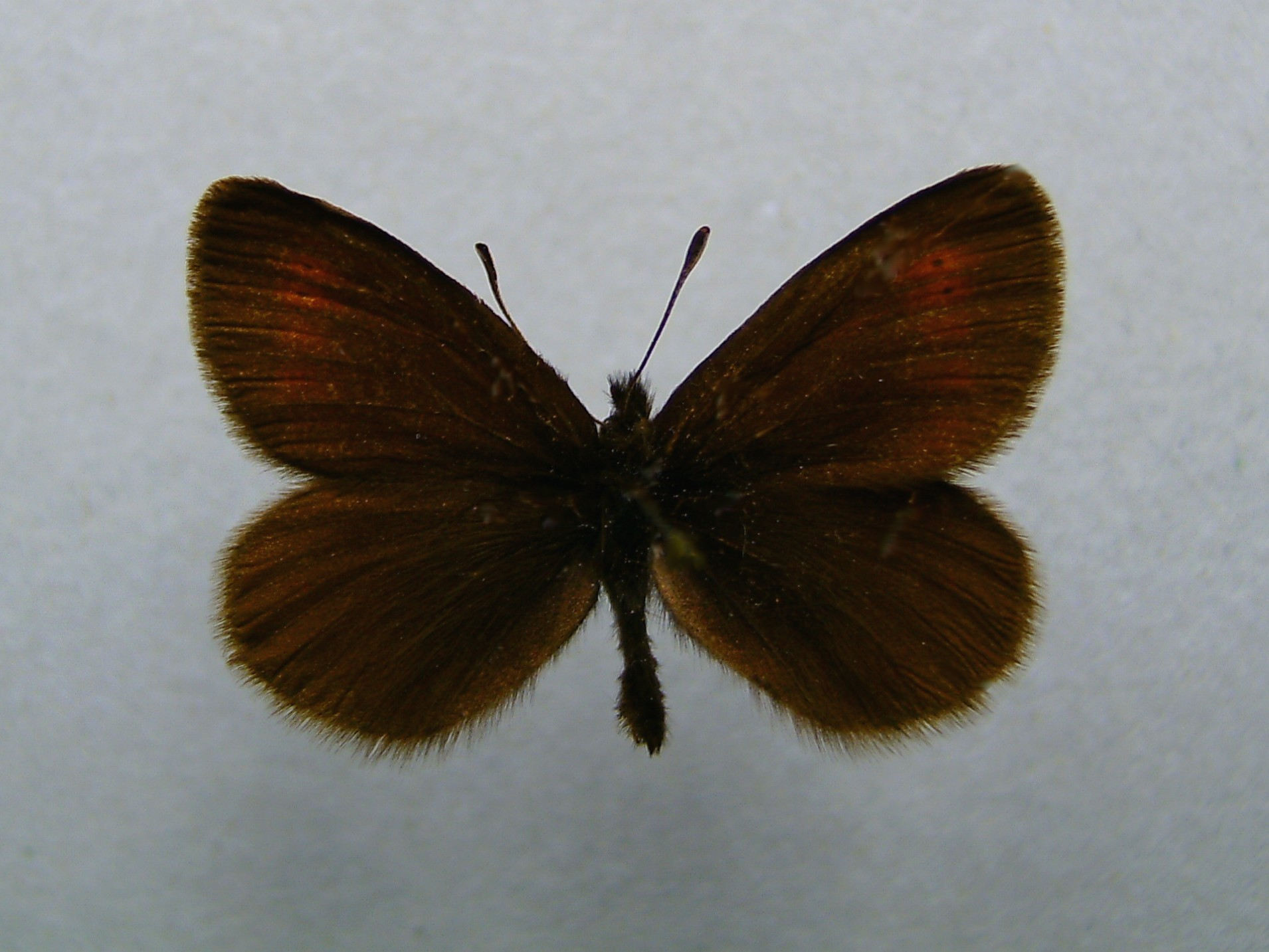
Erebia eriphyle
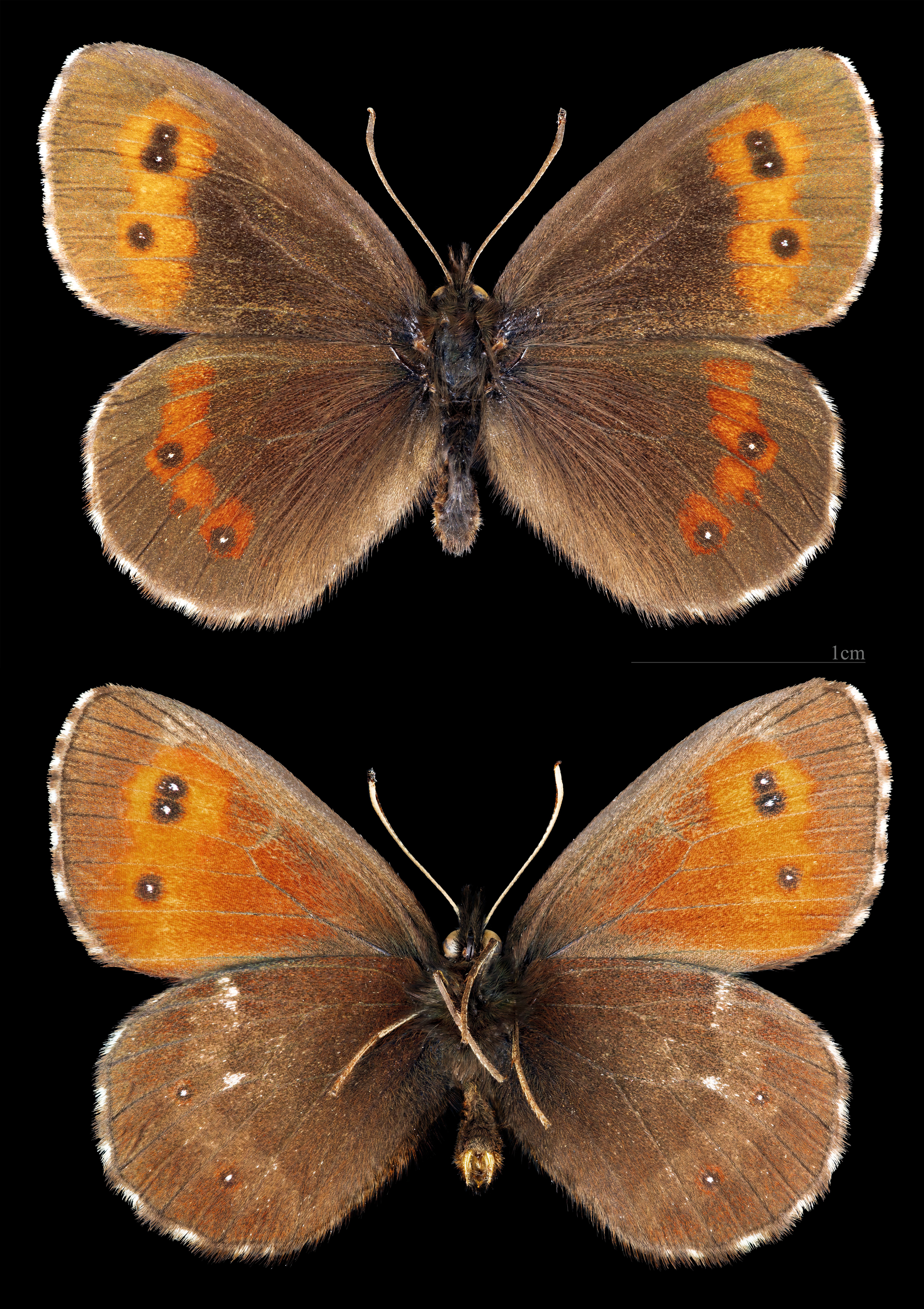
Erebia euryale♂
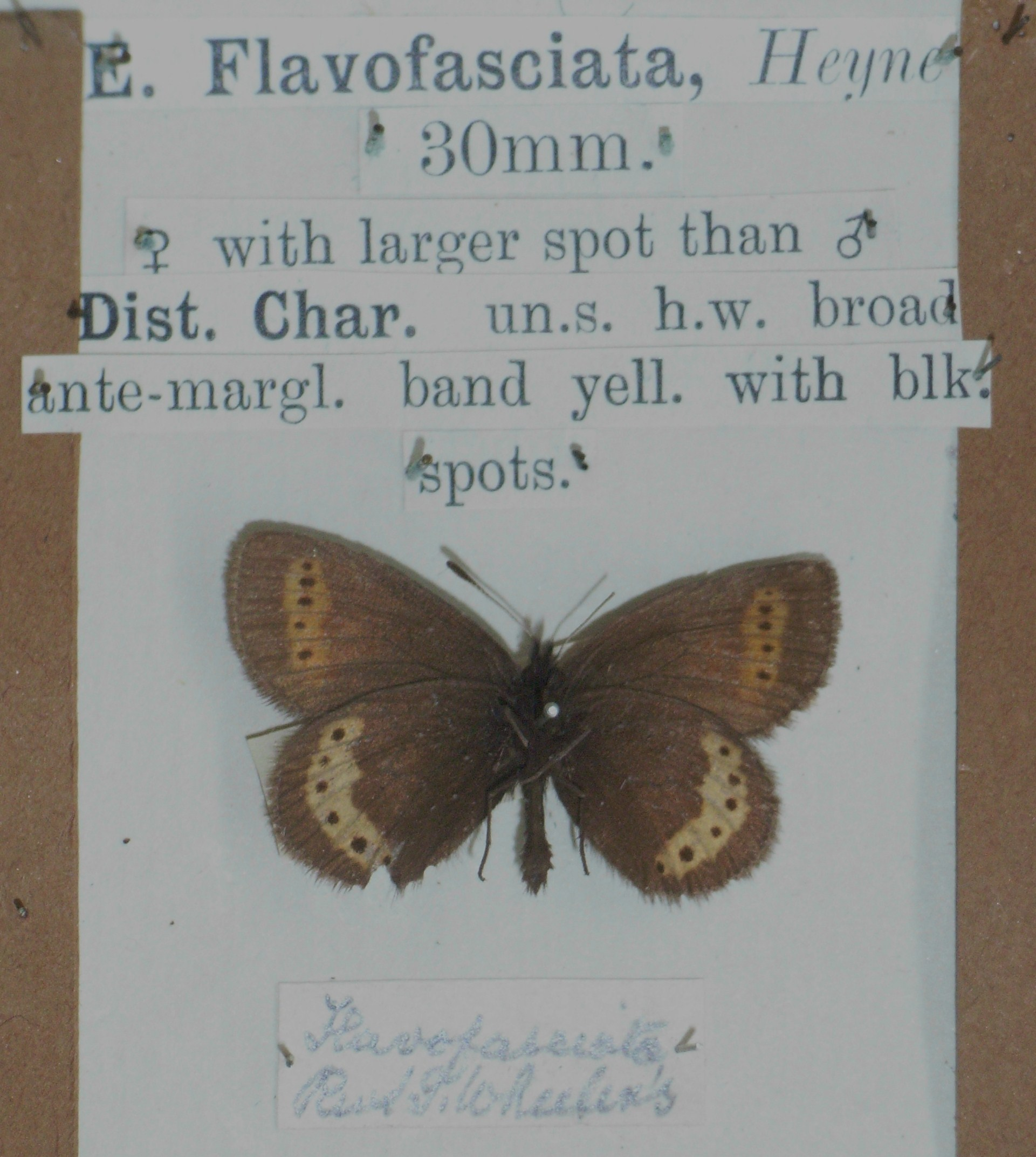
Erebia flavofasciata
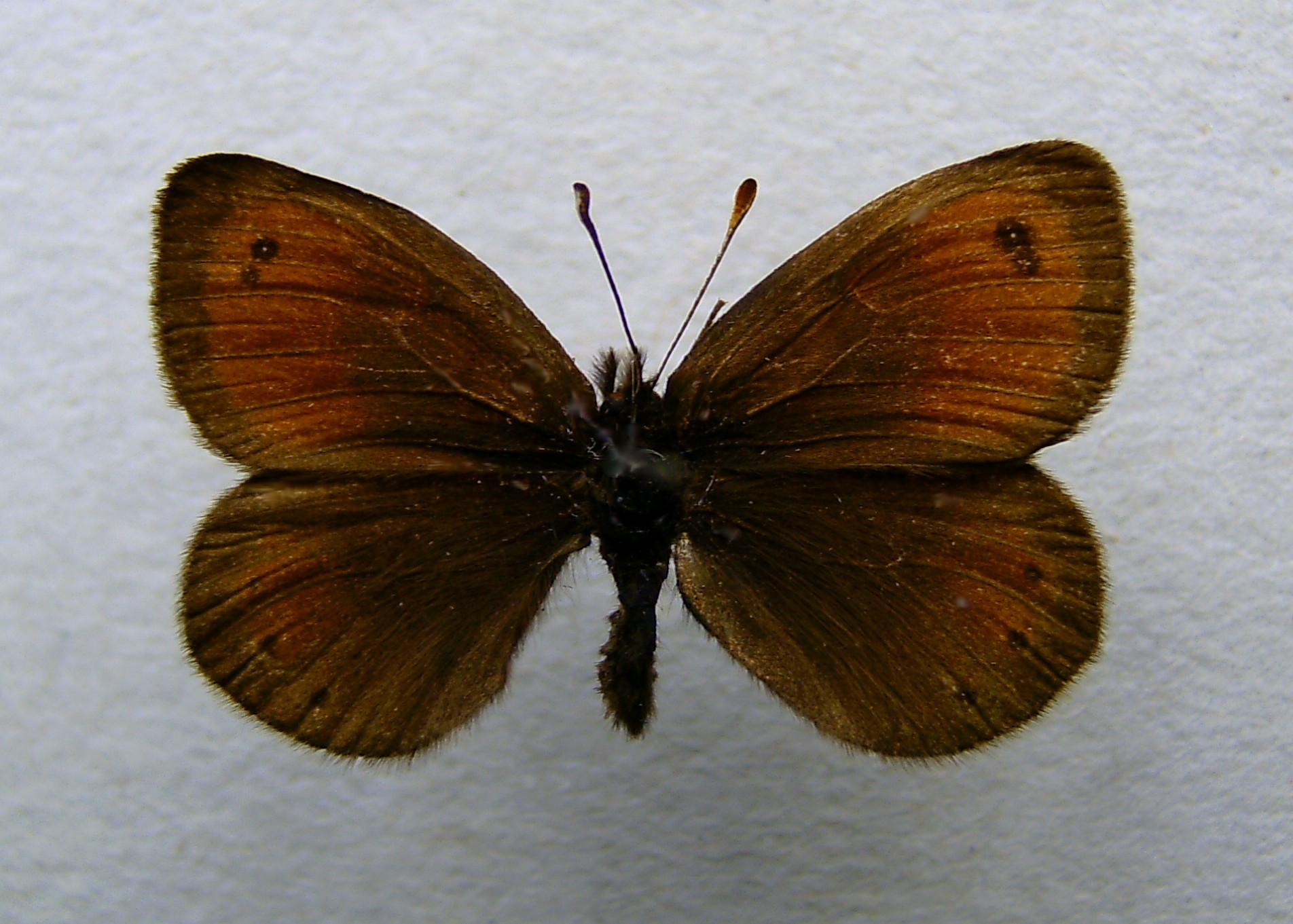
Erebia gorge
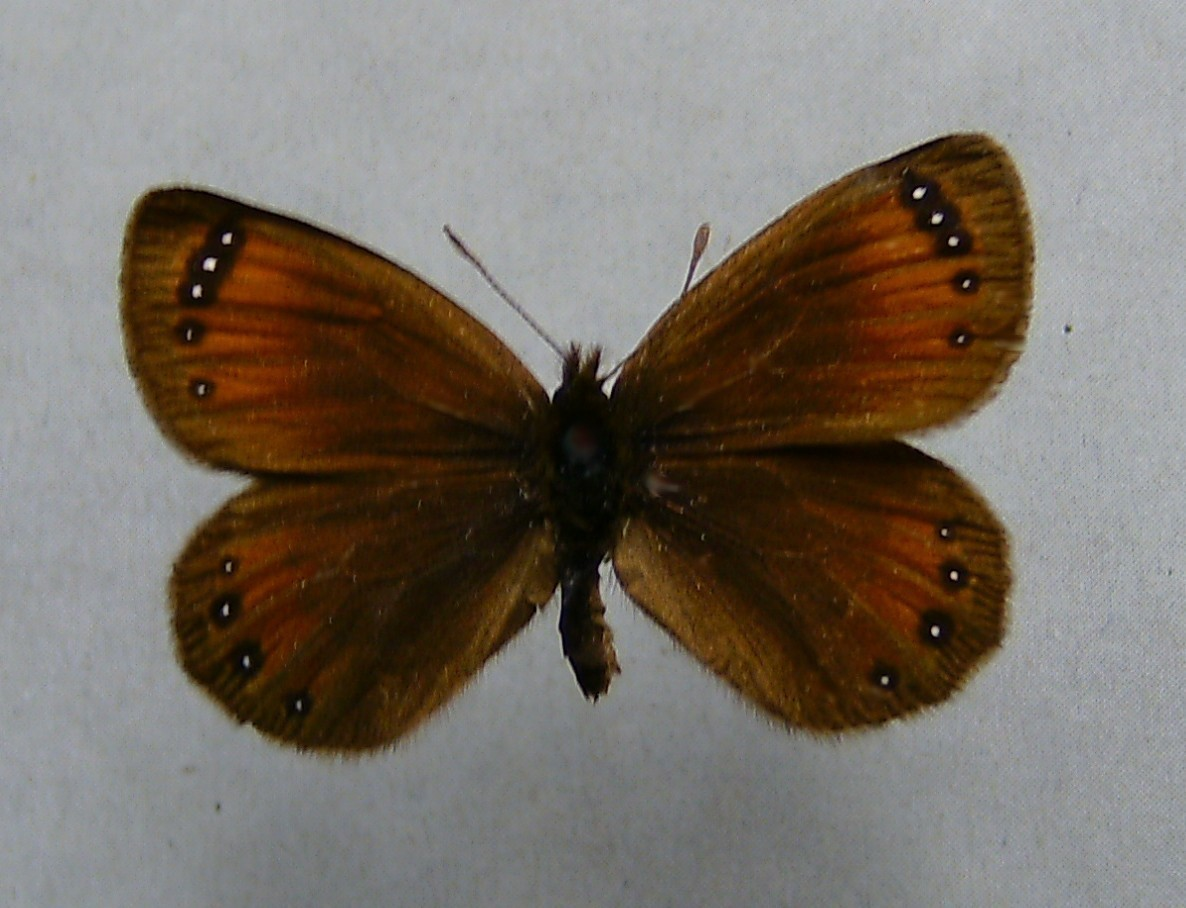
Erebia gorge f. triopes
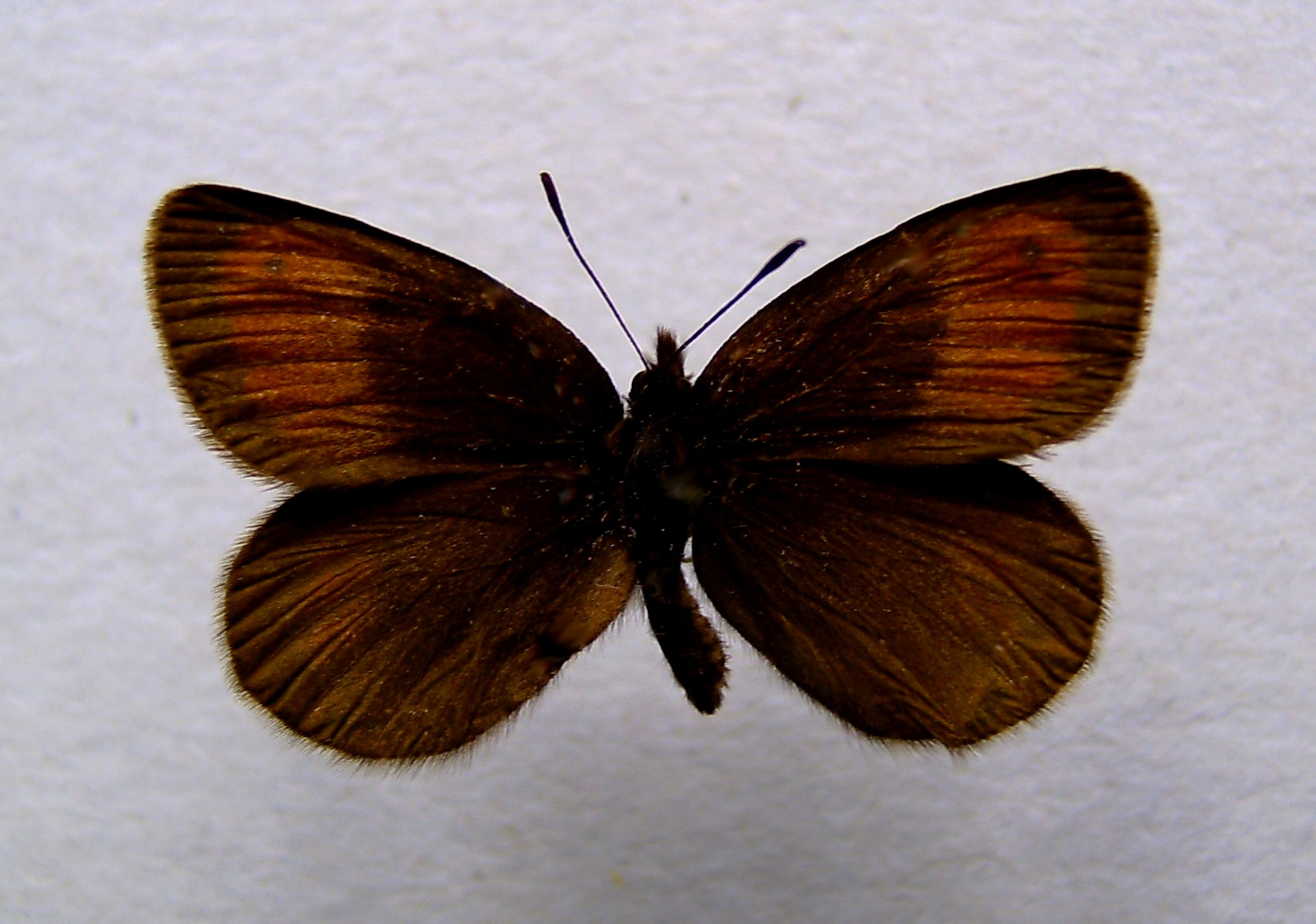
Erebia gorge f. erynis
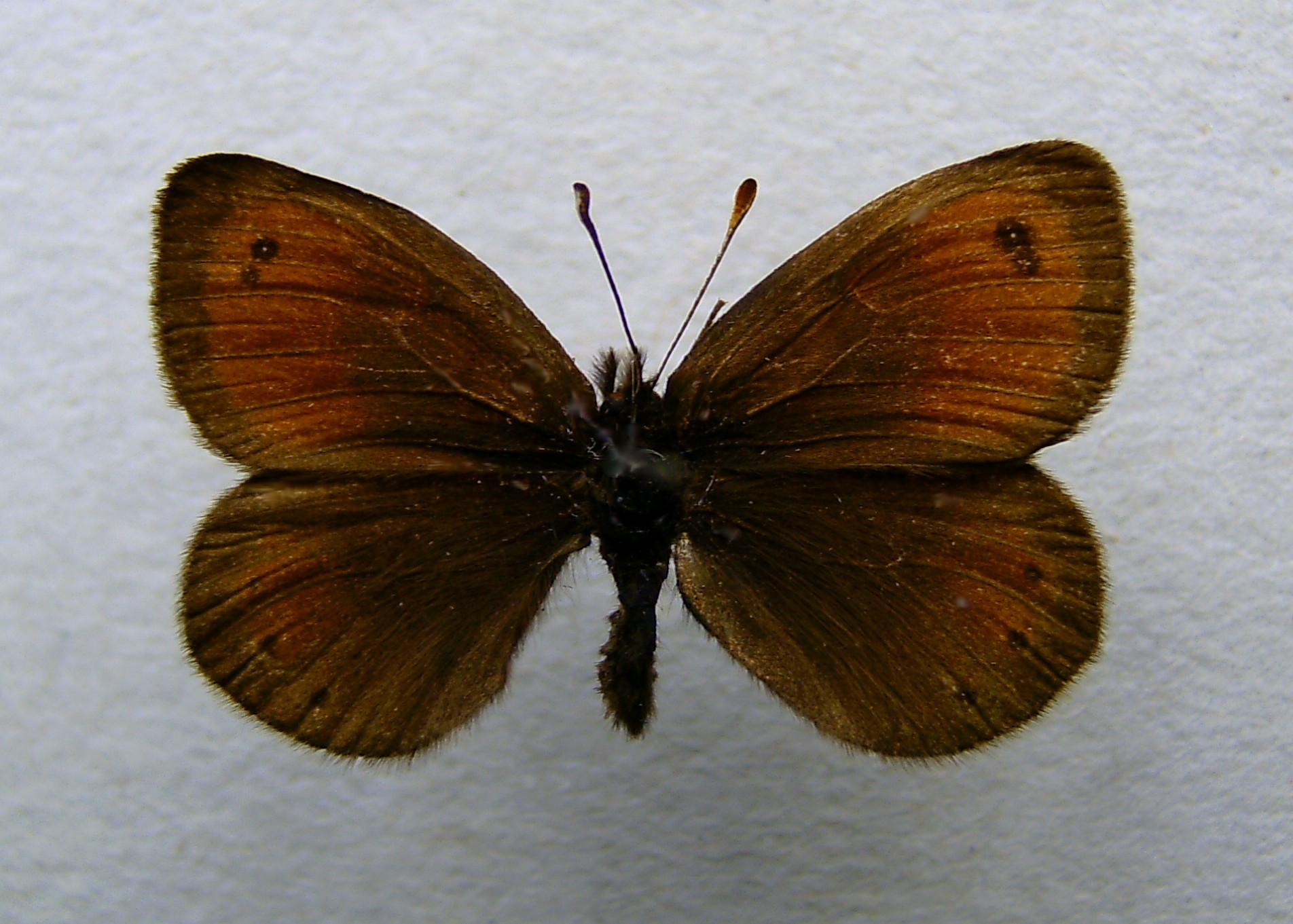
Erebia gorge face inférieure
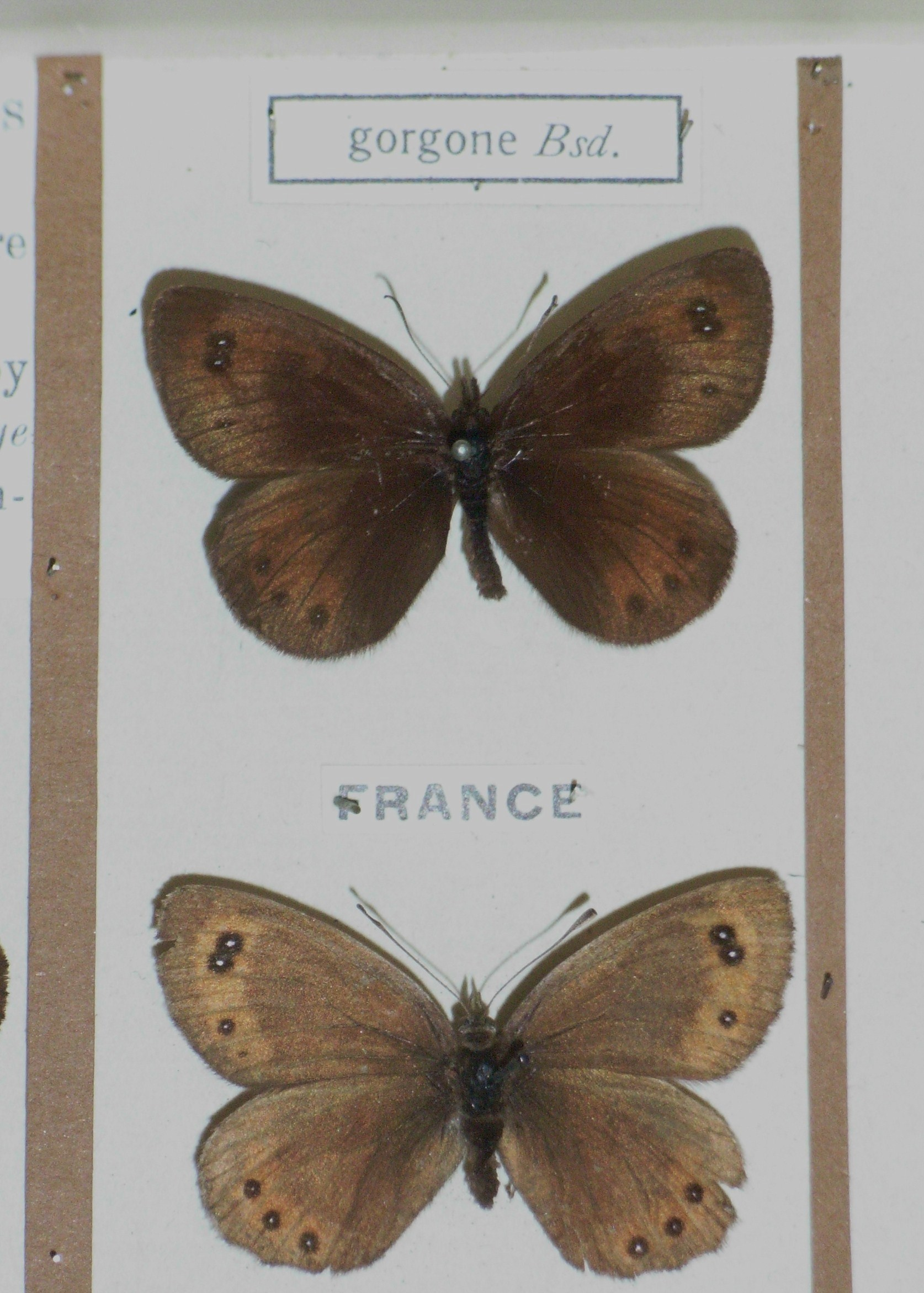
Erebia gorgone
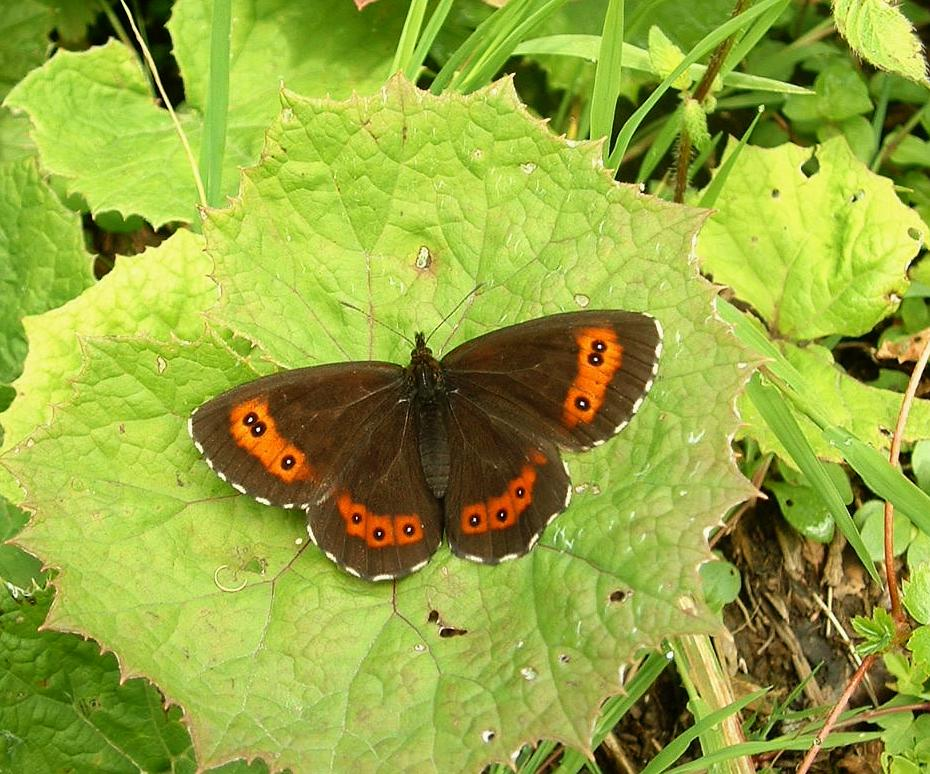
Erebia ligea
Erebia ligea ♀
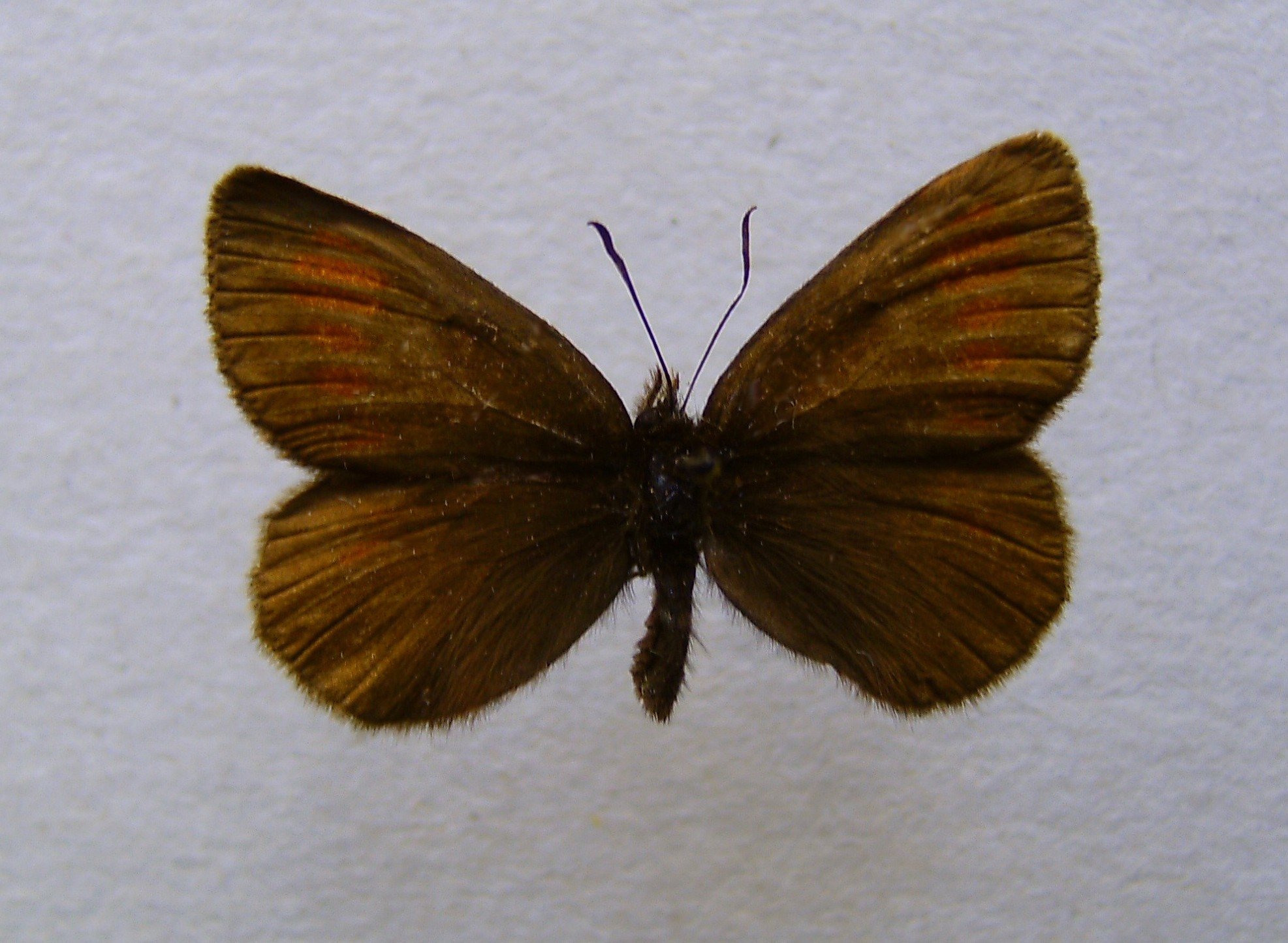
Erebia manto ♂
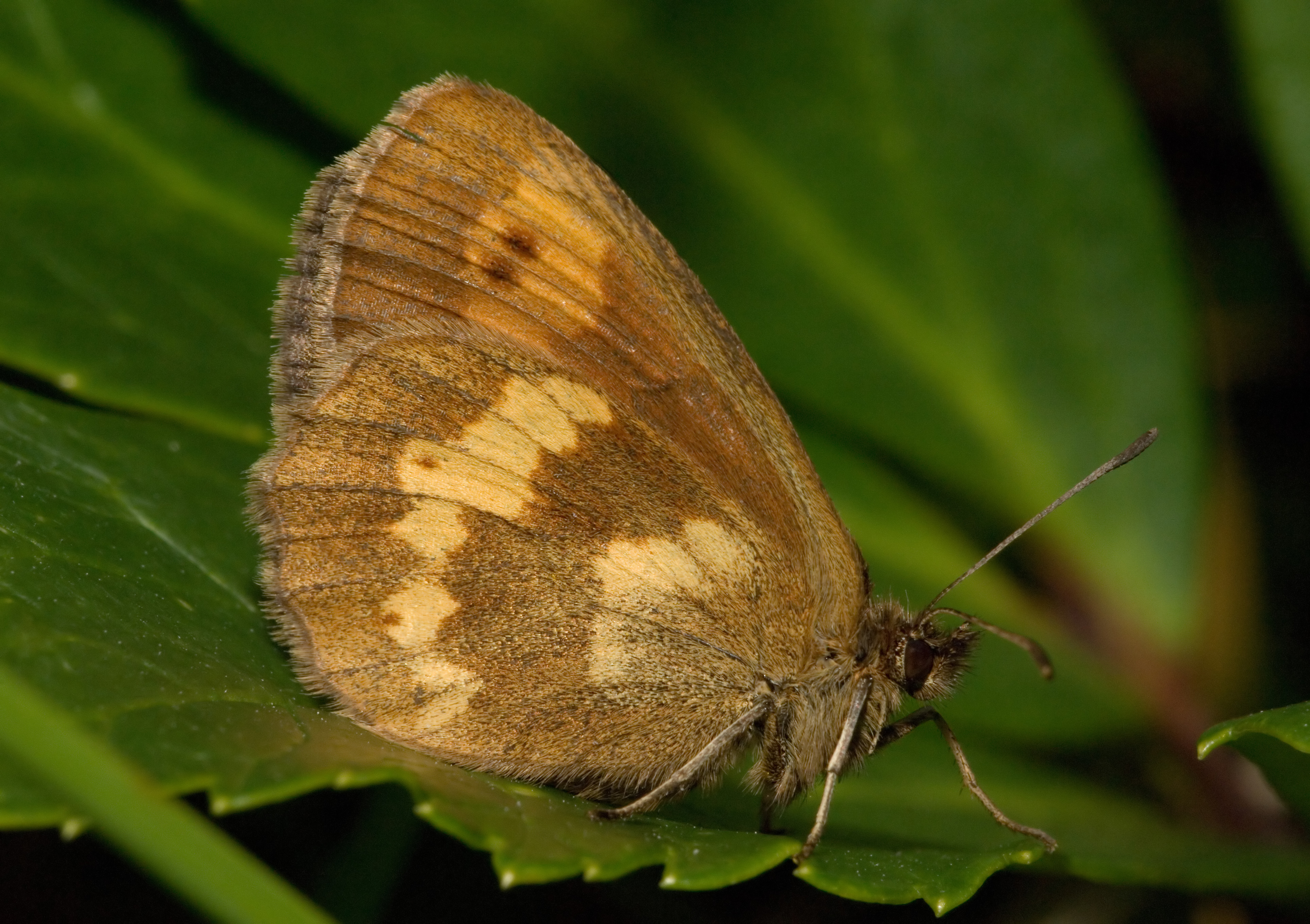
Erebia manto face inférieure ♀
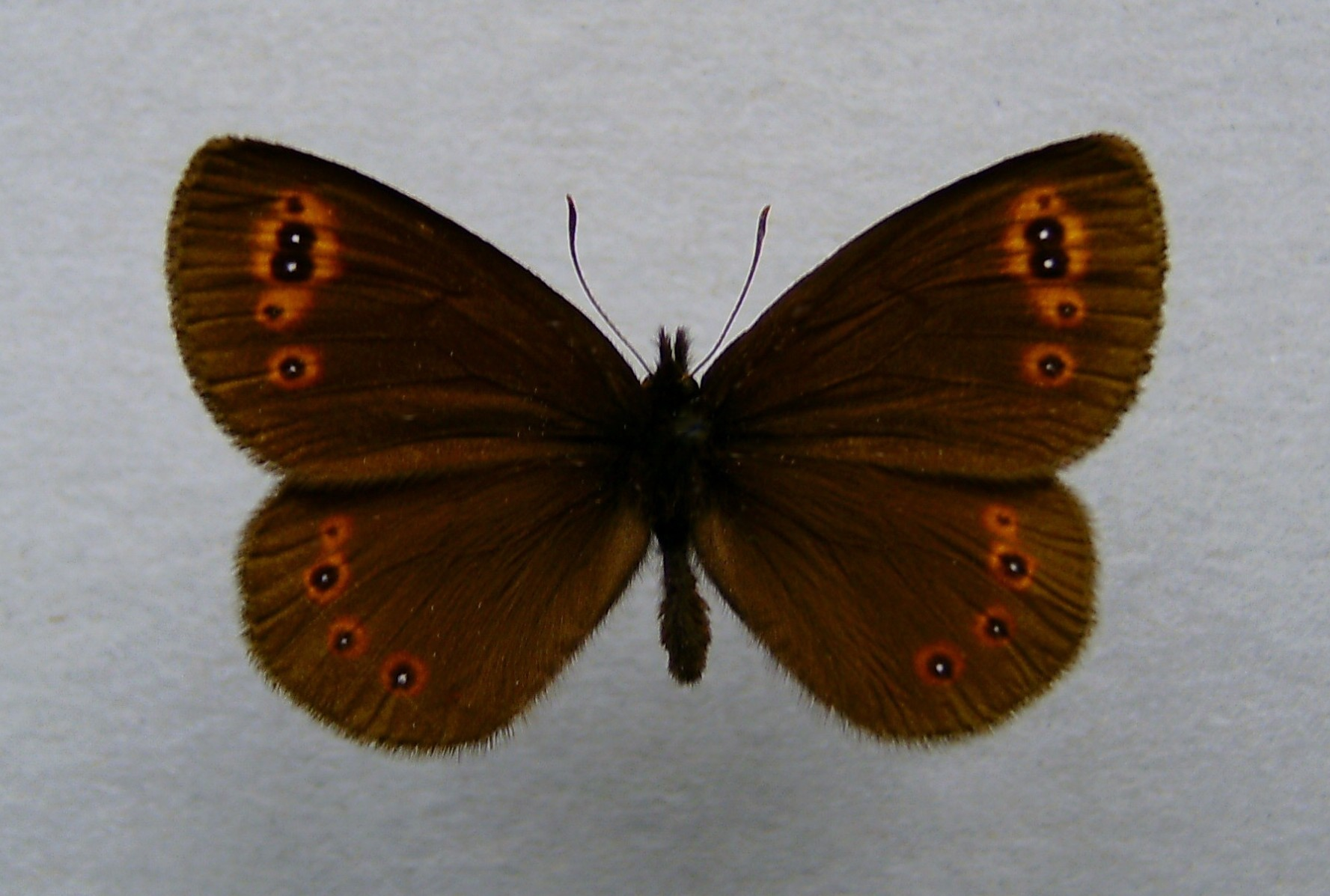
Erebia medusa ♂
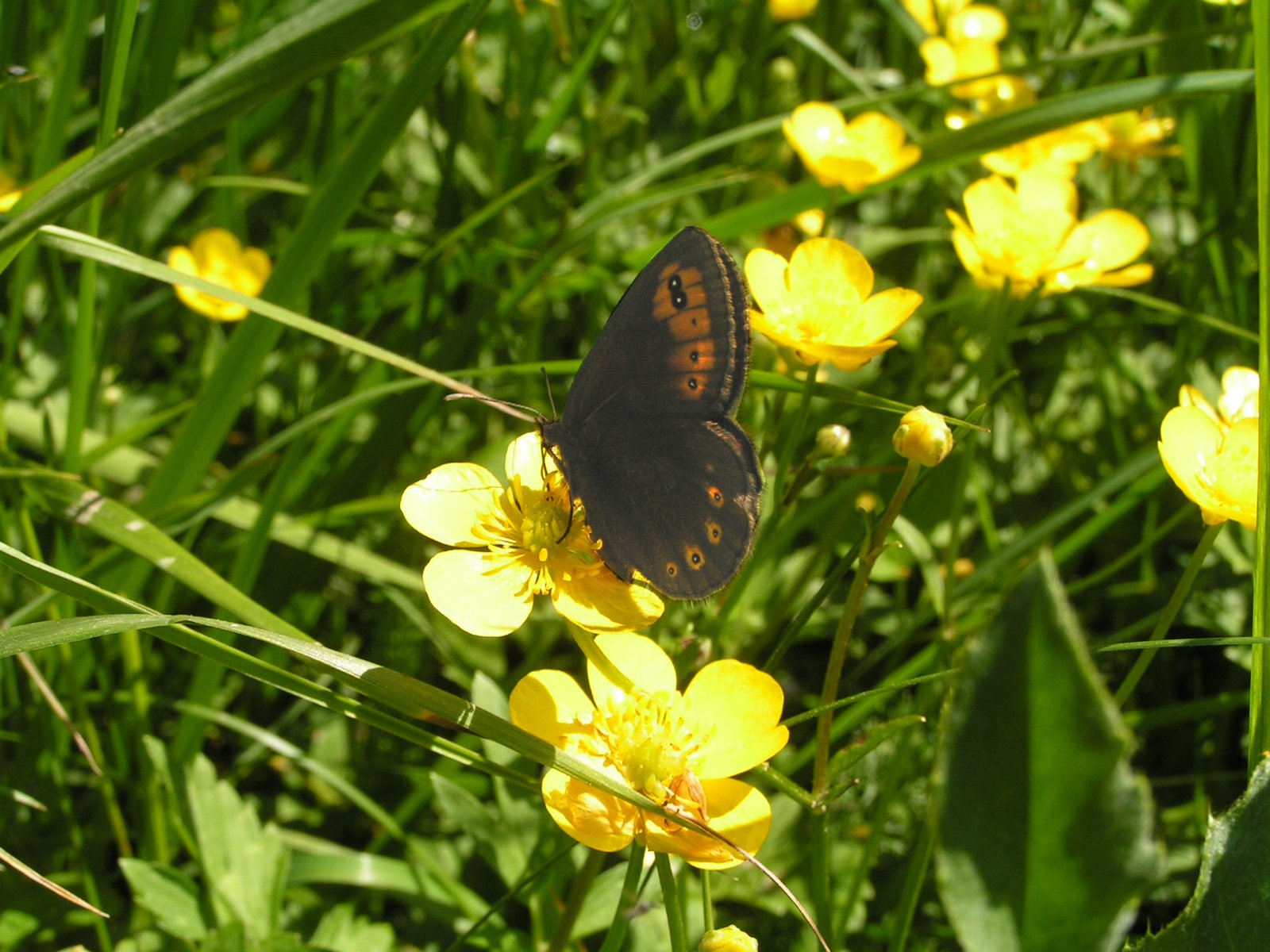
Erebia medusa
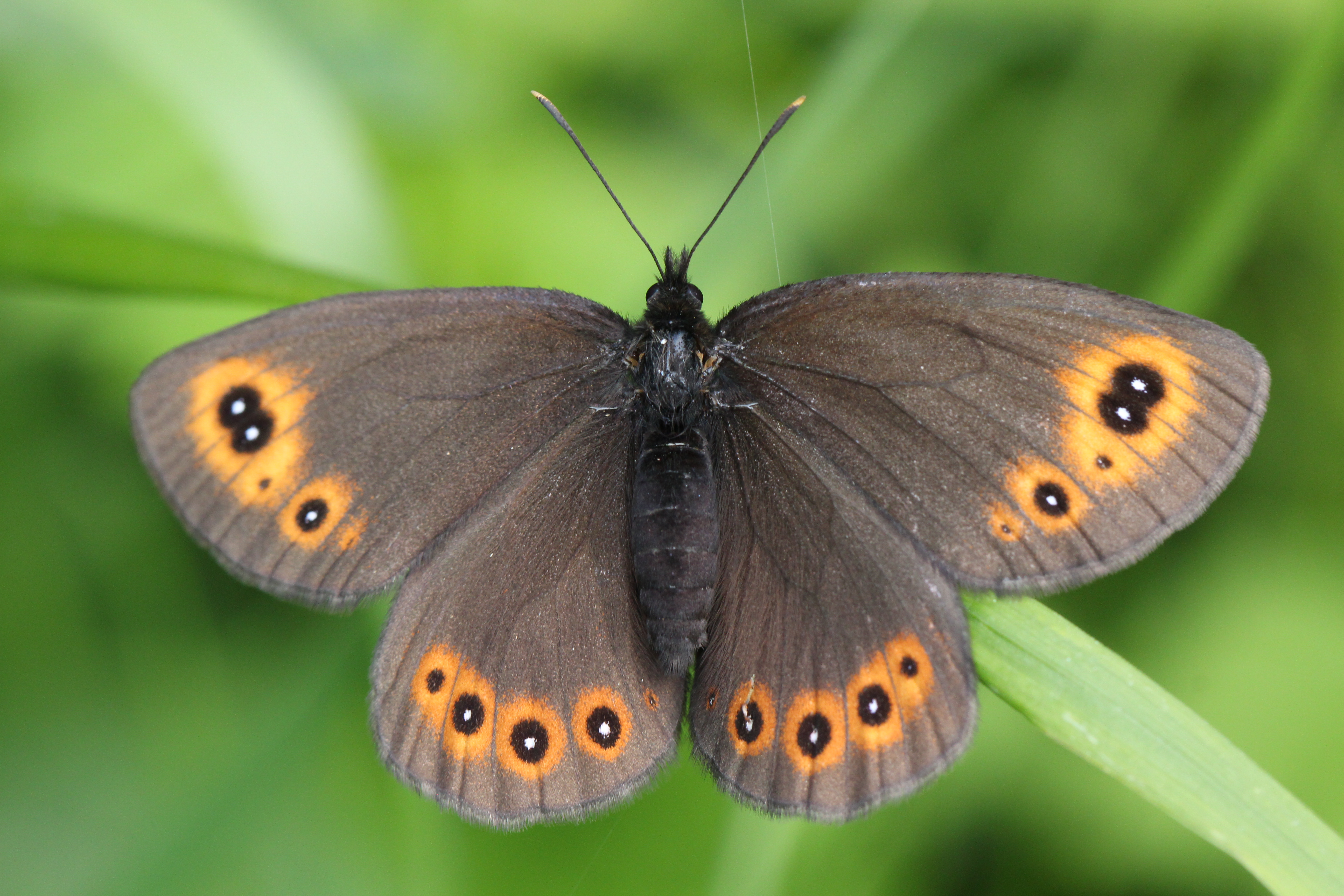
Erebia medusa ♀
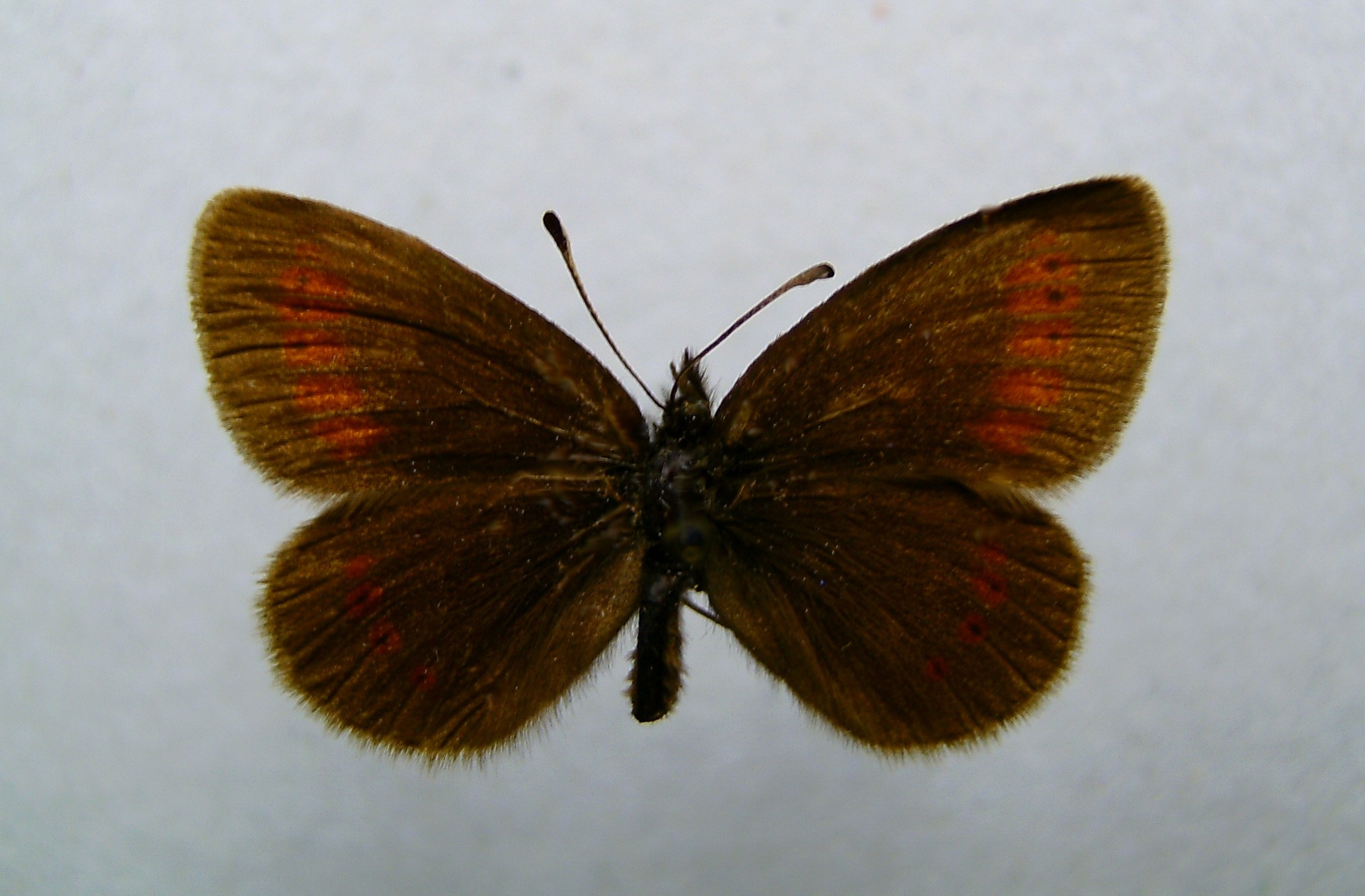
Erebia melampus
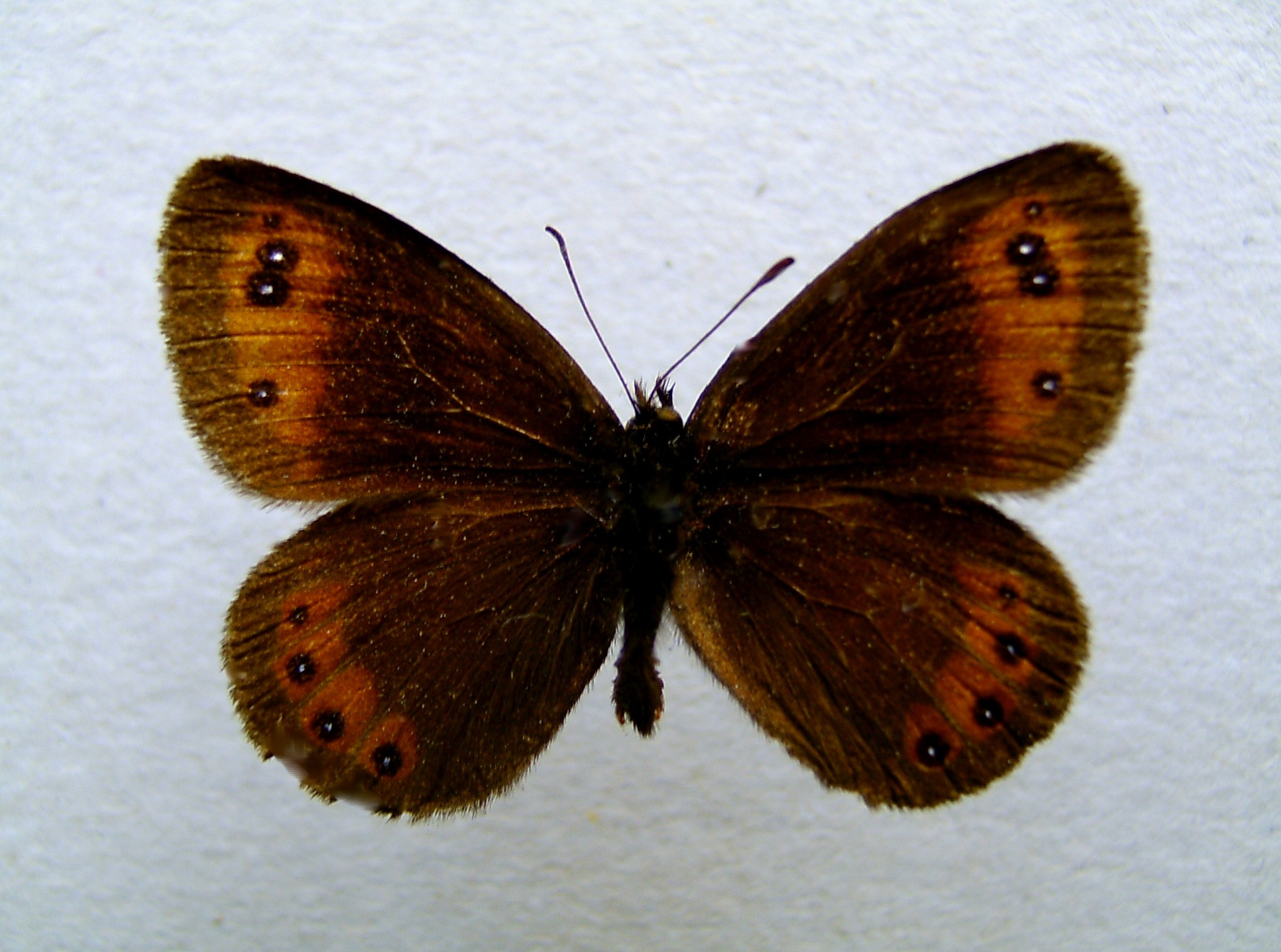
Erebia meolans
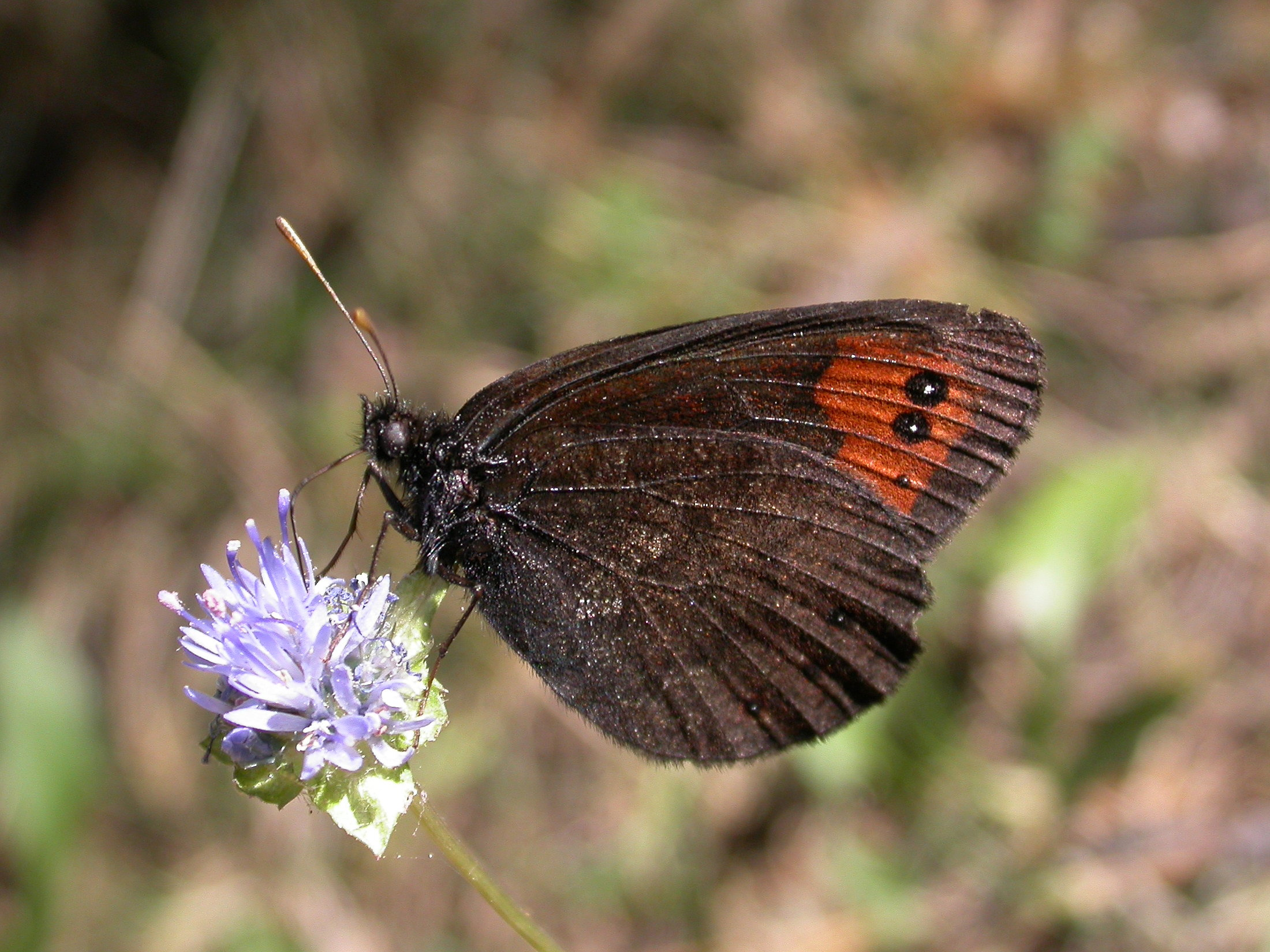
Erebia meolans
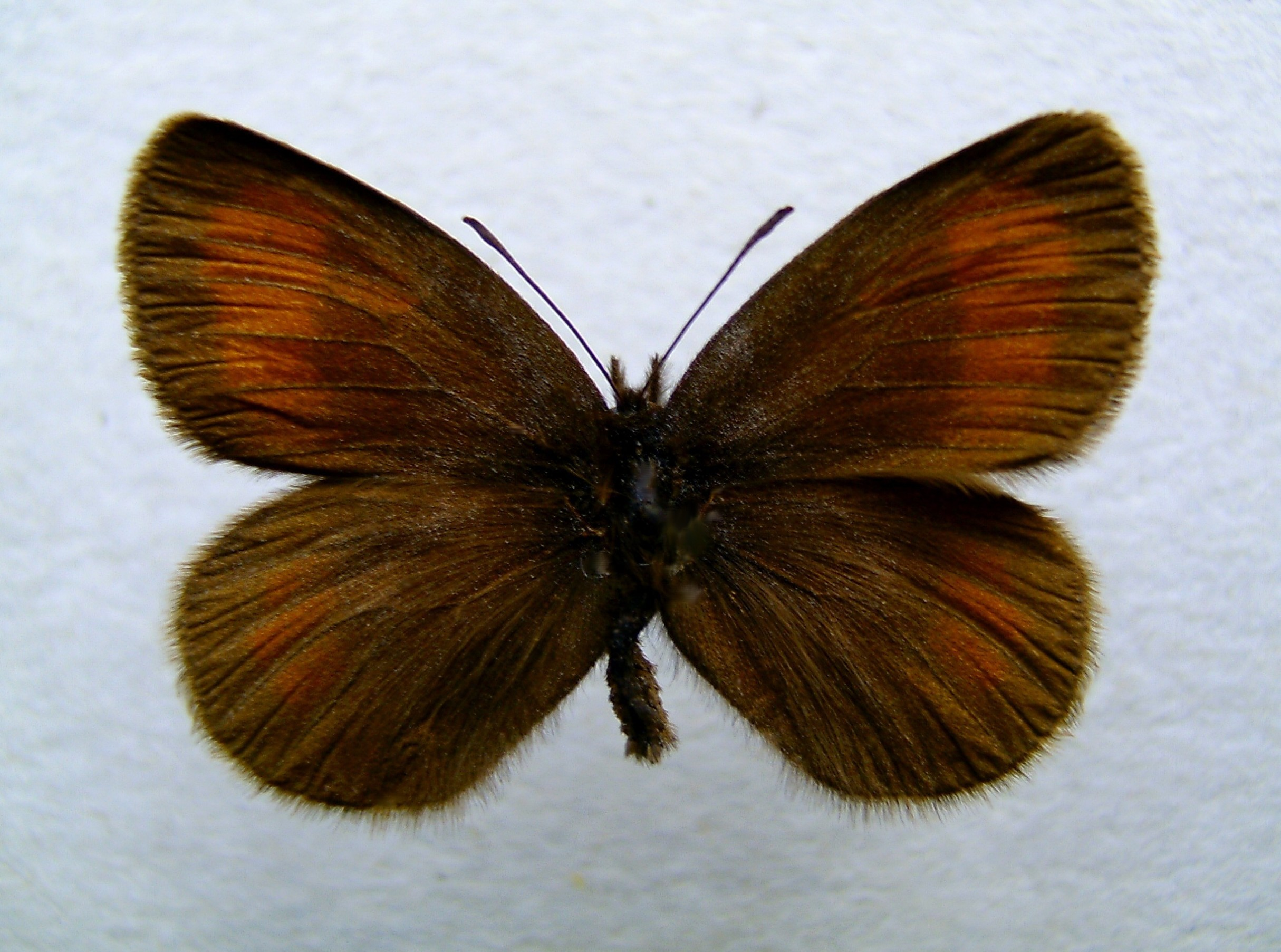
Erebia mnestra
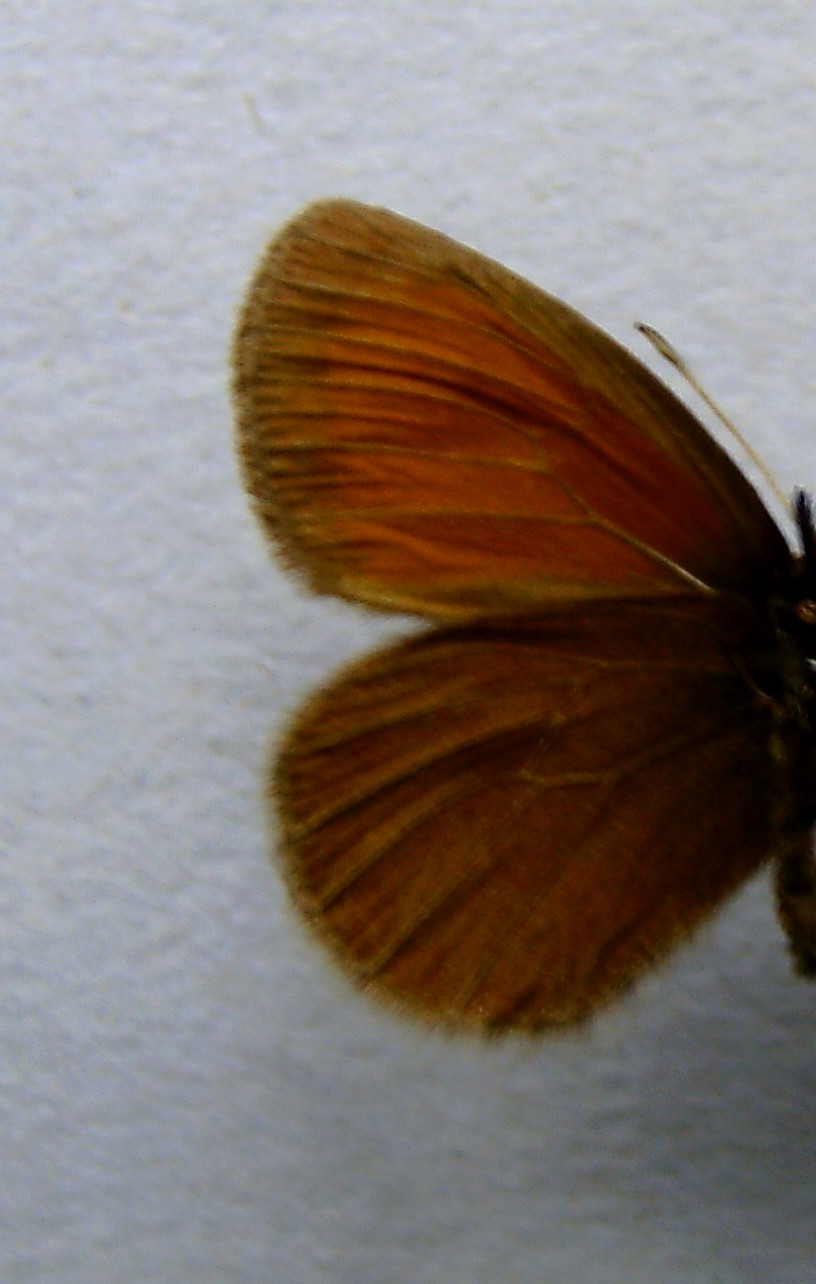
Erebia mnestra face inférieure
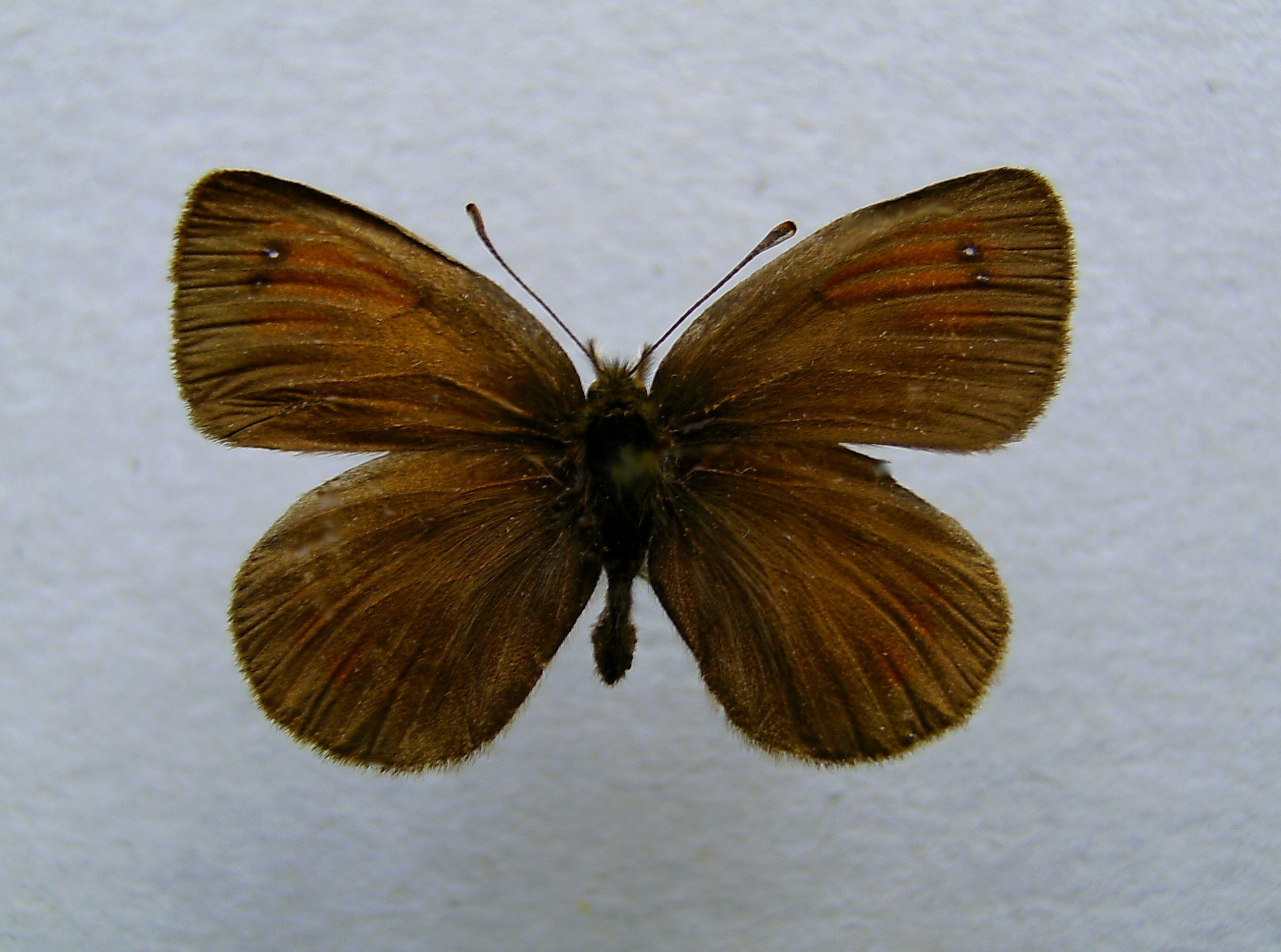
Erebia nivalis
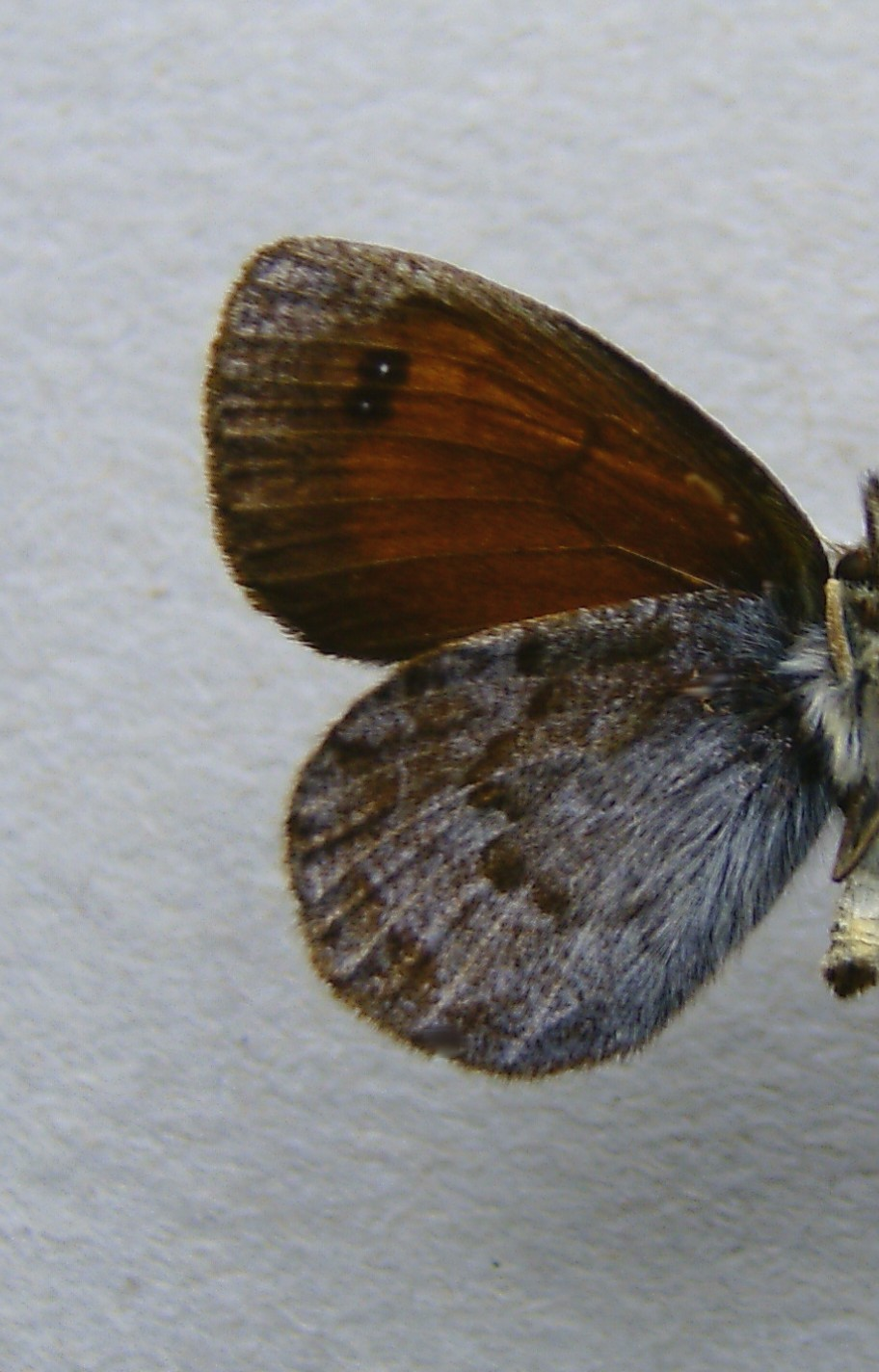
Erebia nivalis face inférieure
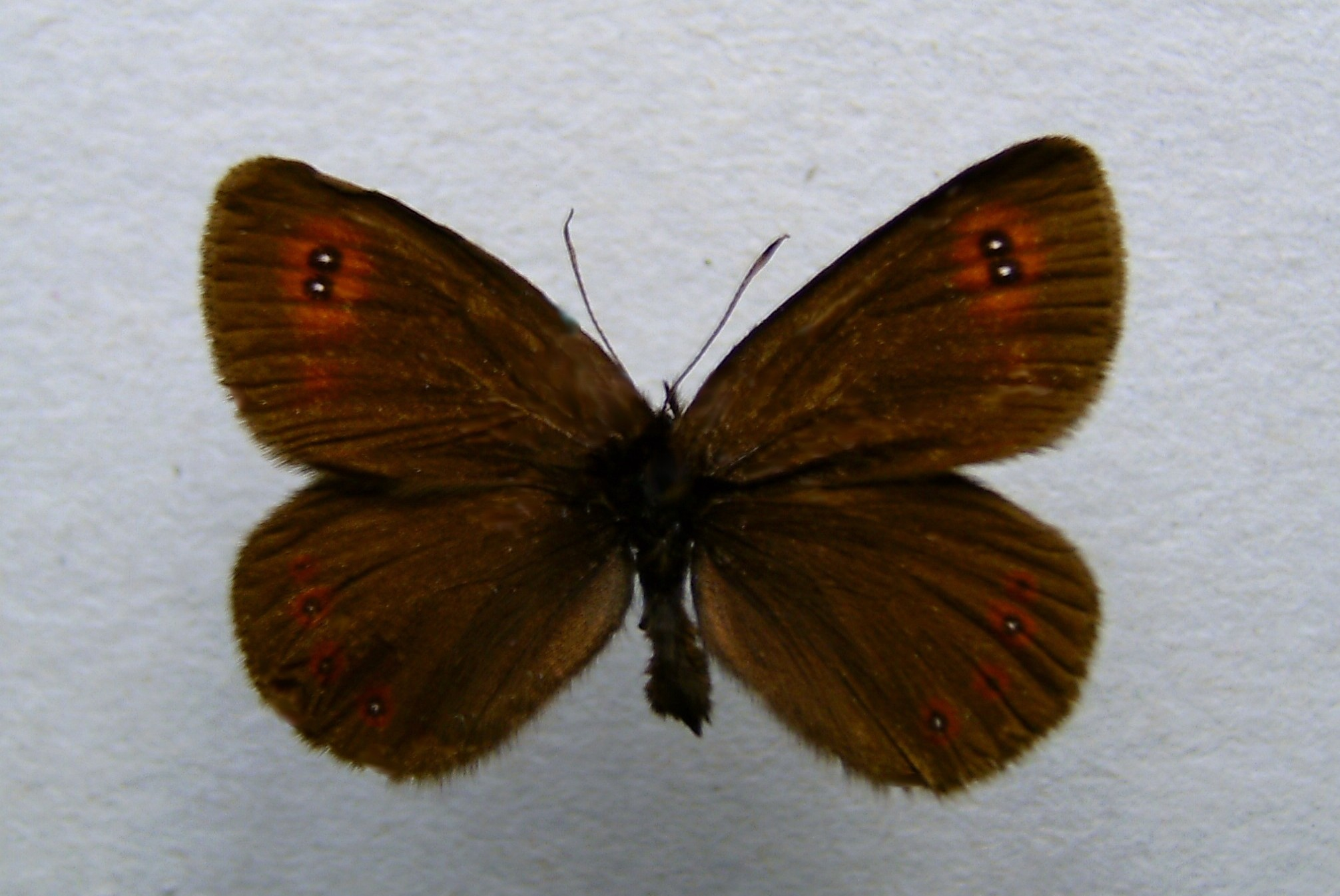
Erebia oeme ♂
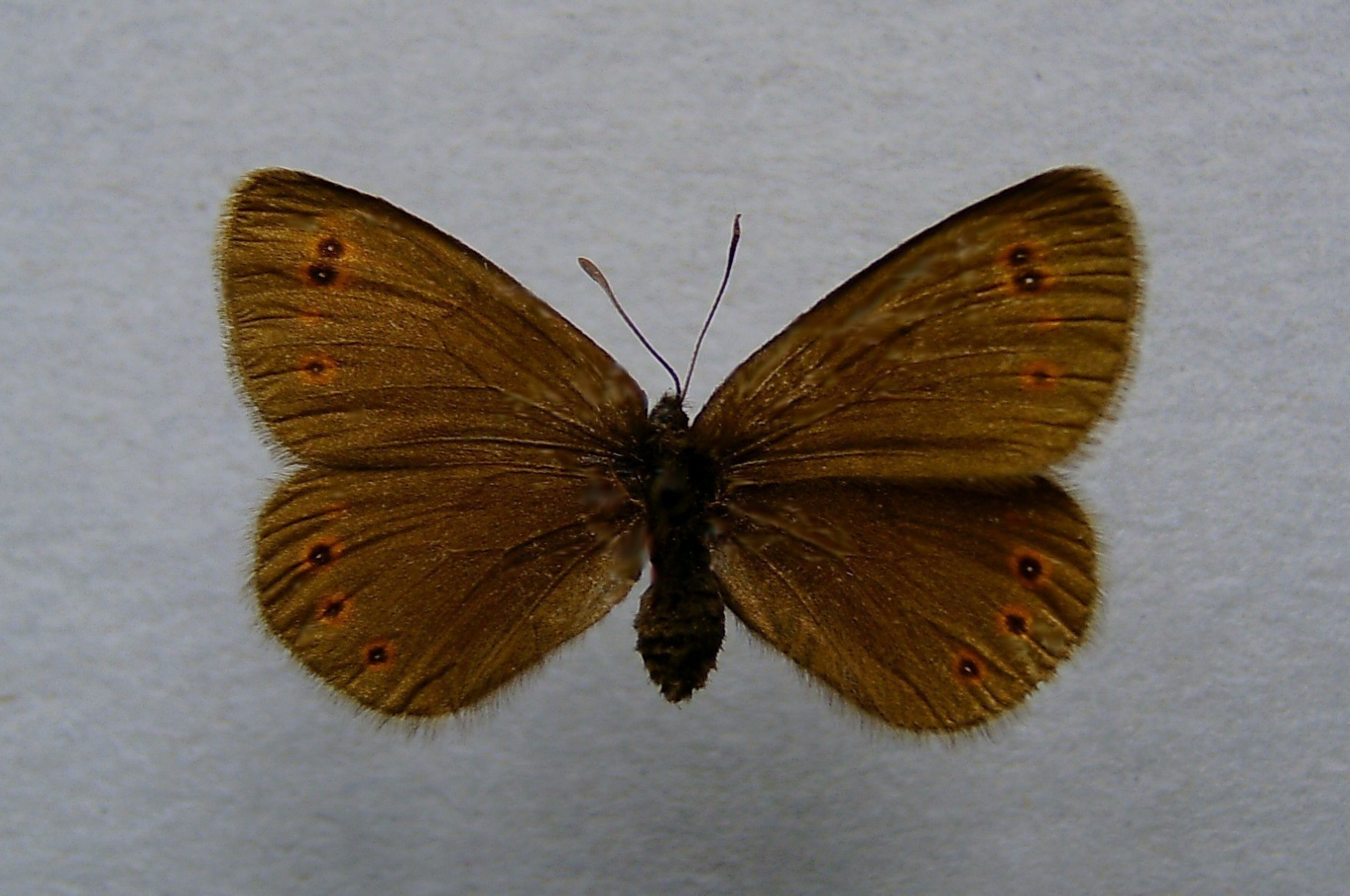
Erebia oeme ♀
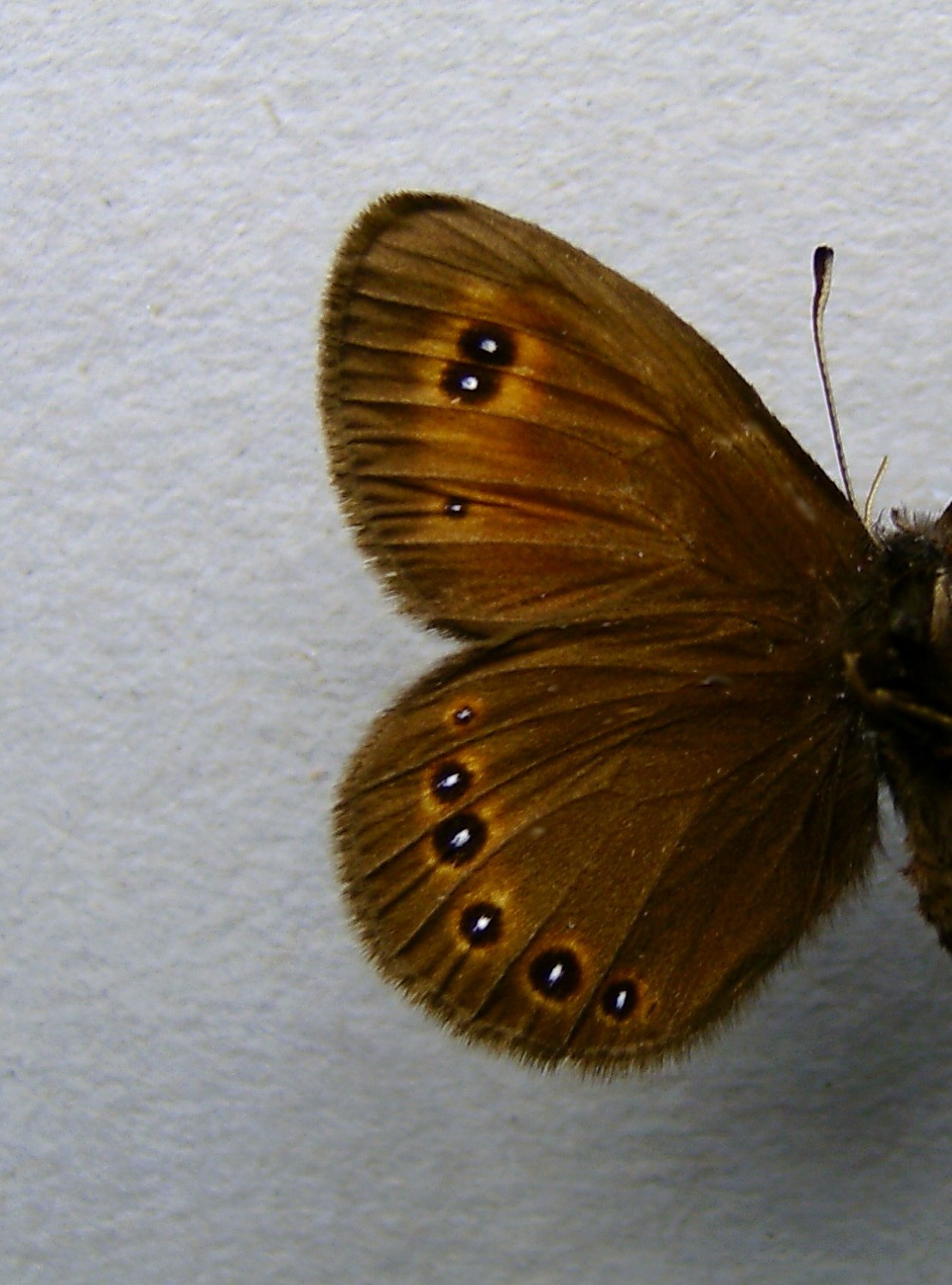
Erebia oeme face inférieure ♂
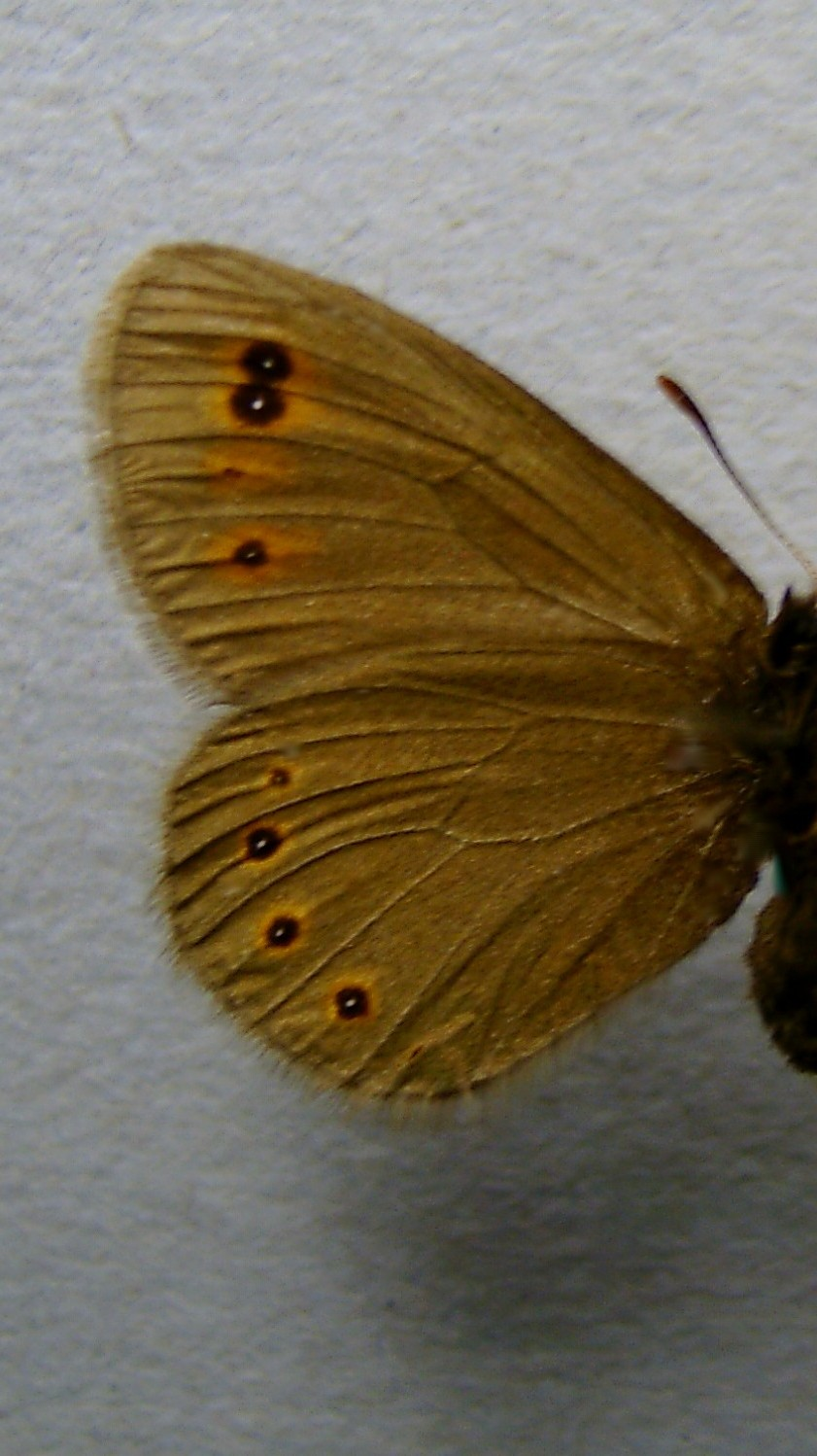
Erebia oeme face inférieure ♀
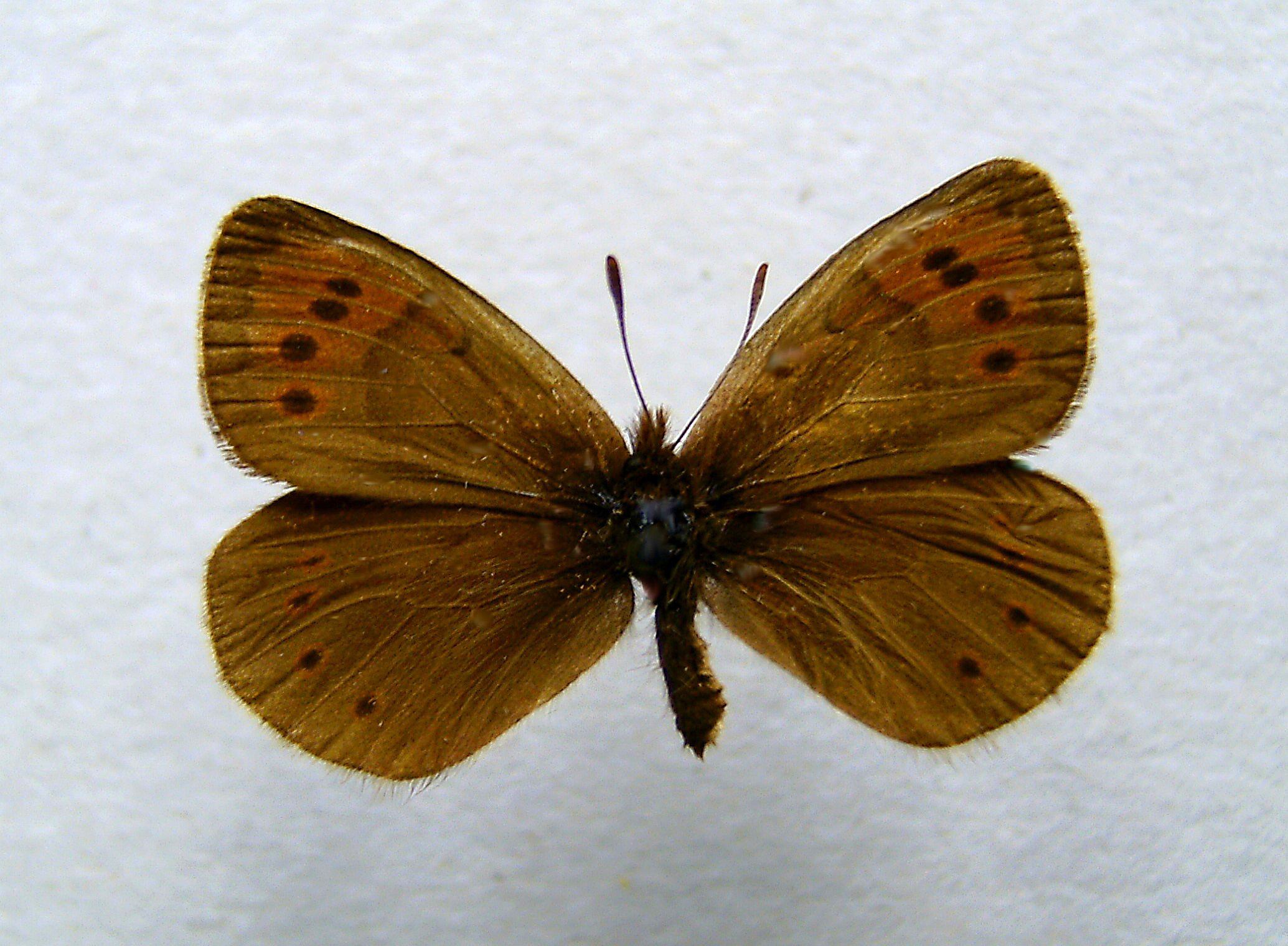
Erebia pandrose
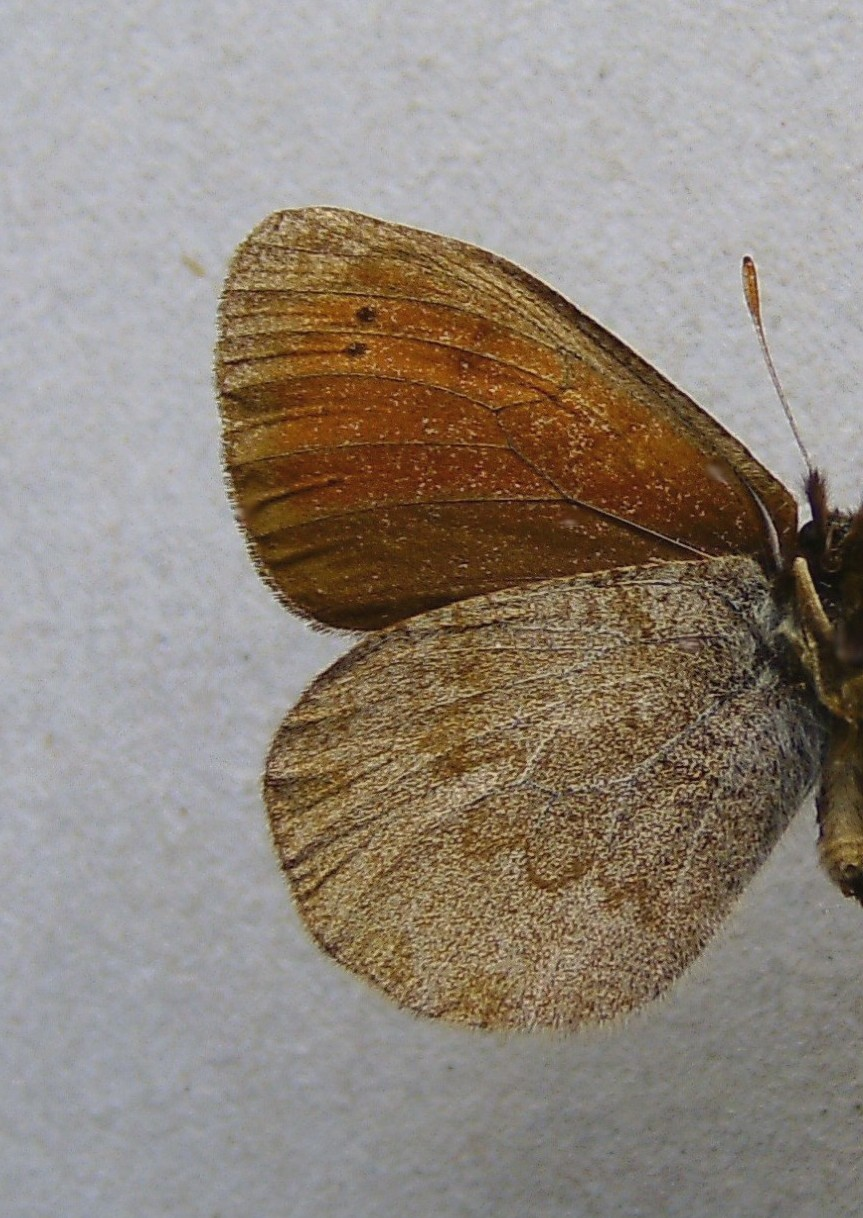
Erebia pandrose face inférieure
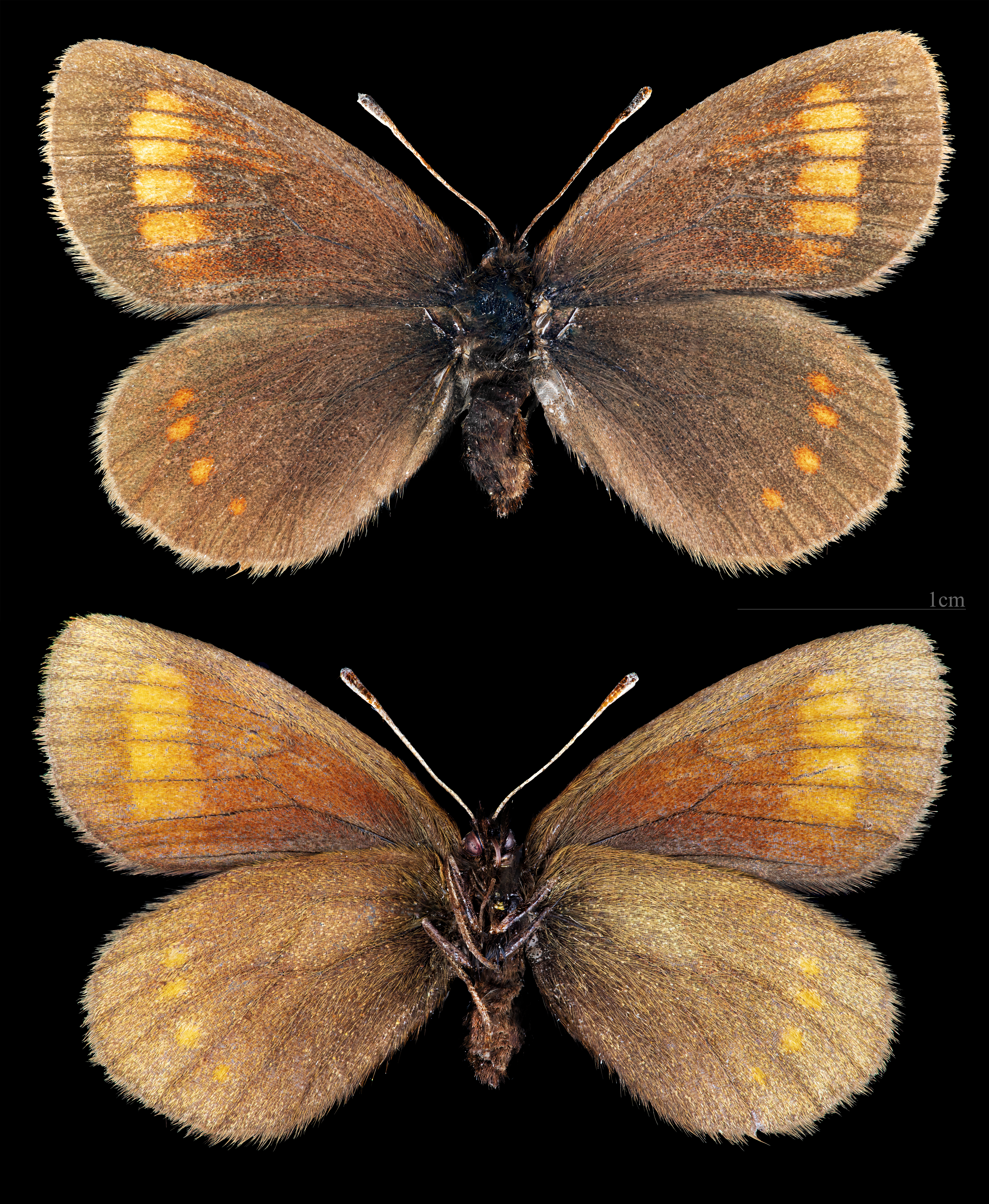
Erebia pharte  ♀
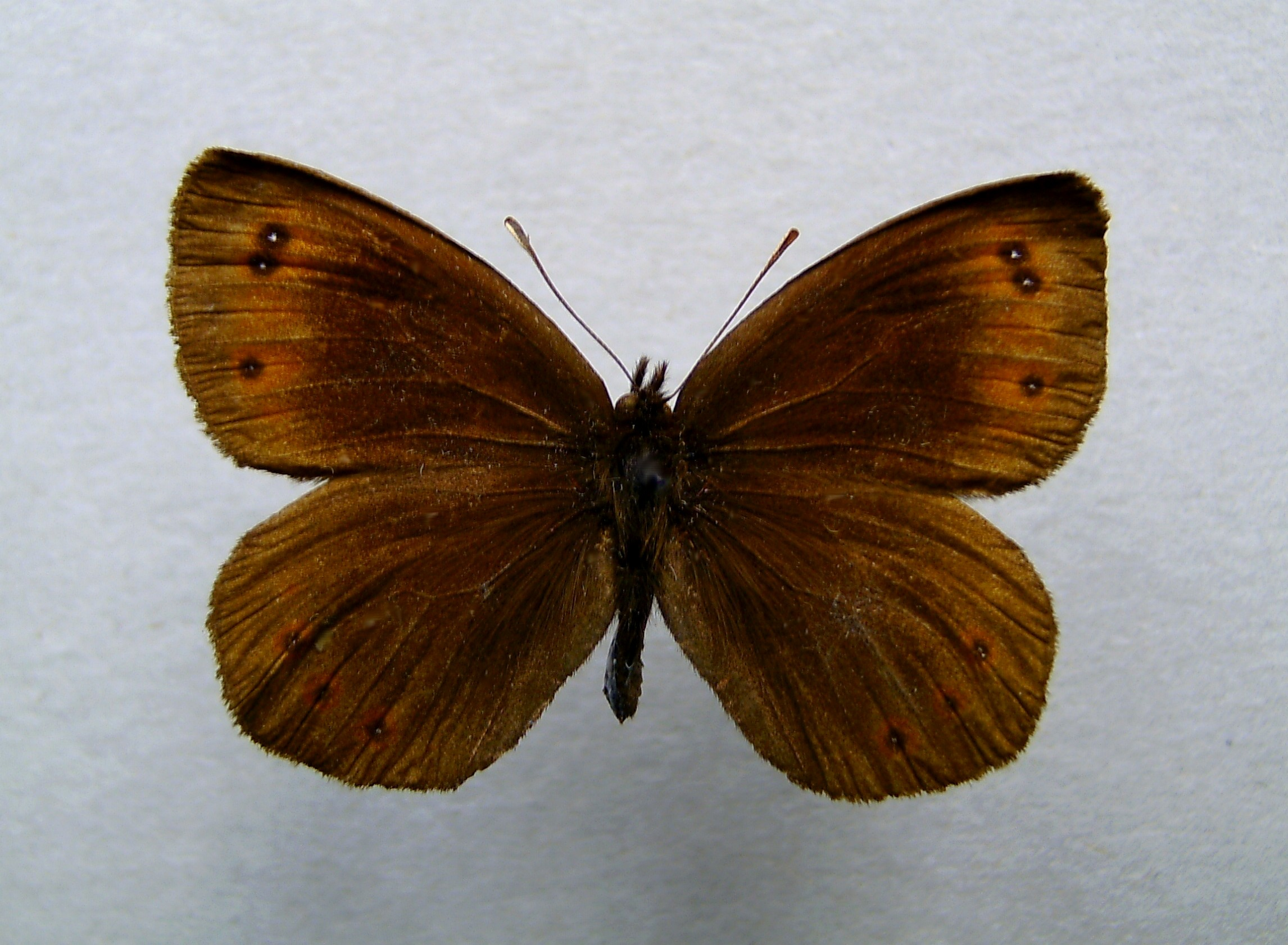
Erebia pronoe
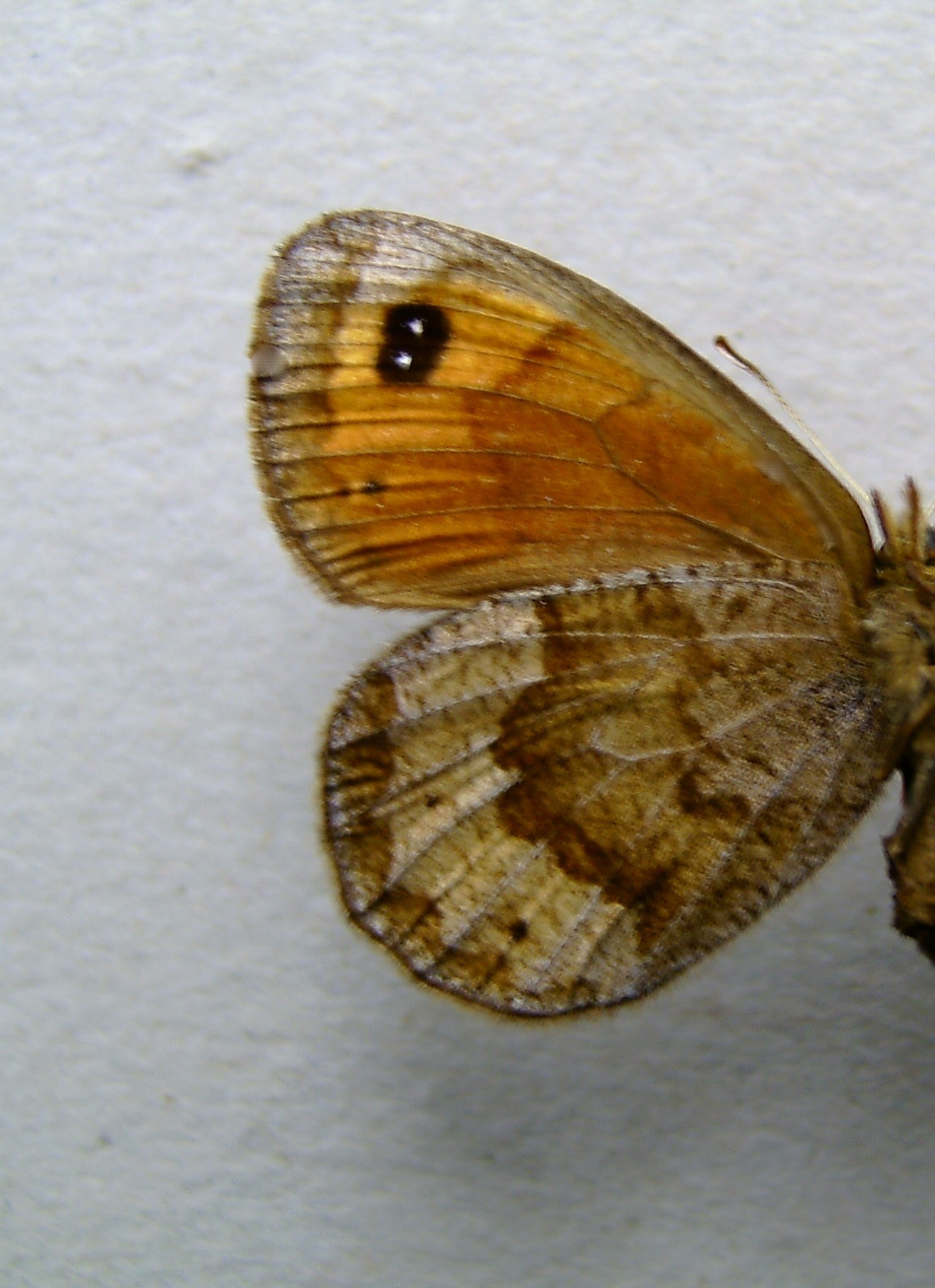
Erebia pronoe face inférieure ♀
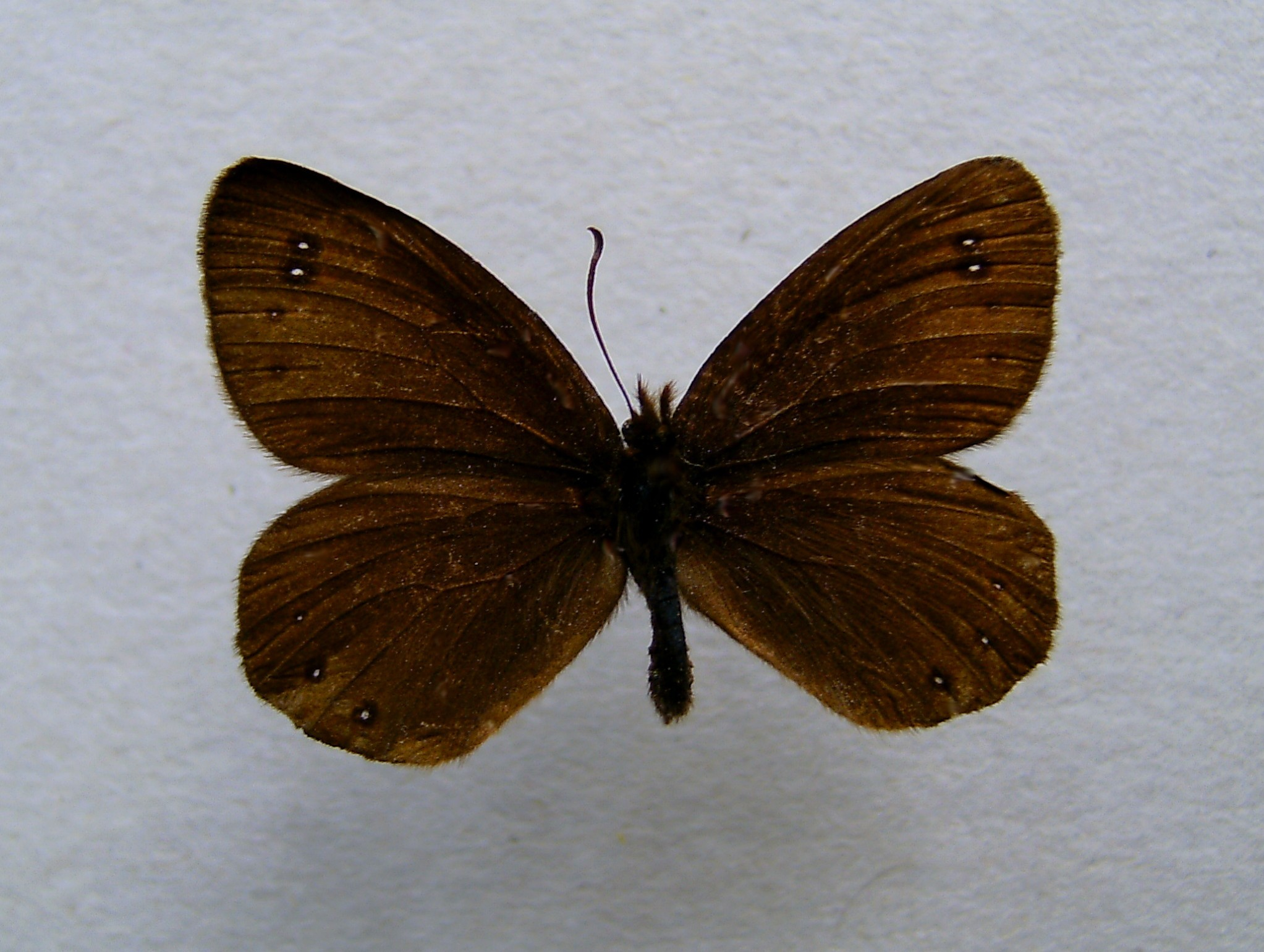
Erebia pluto
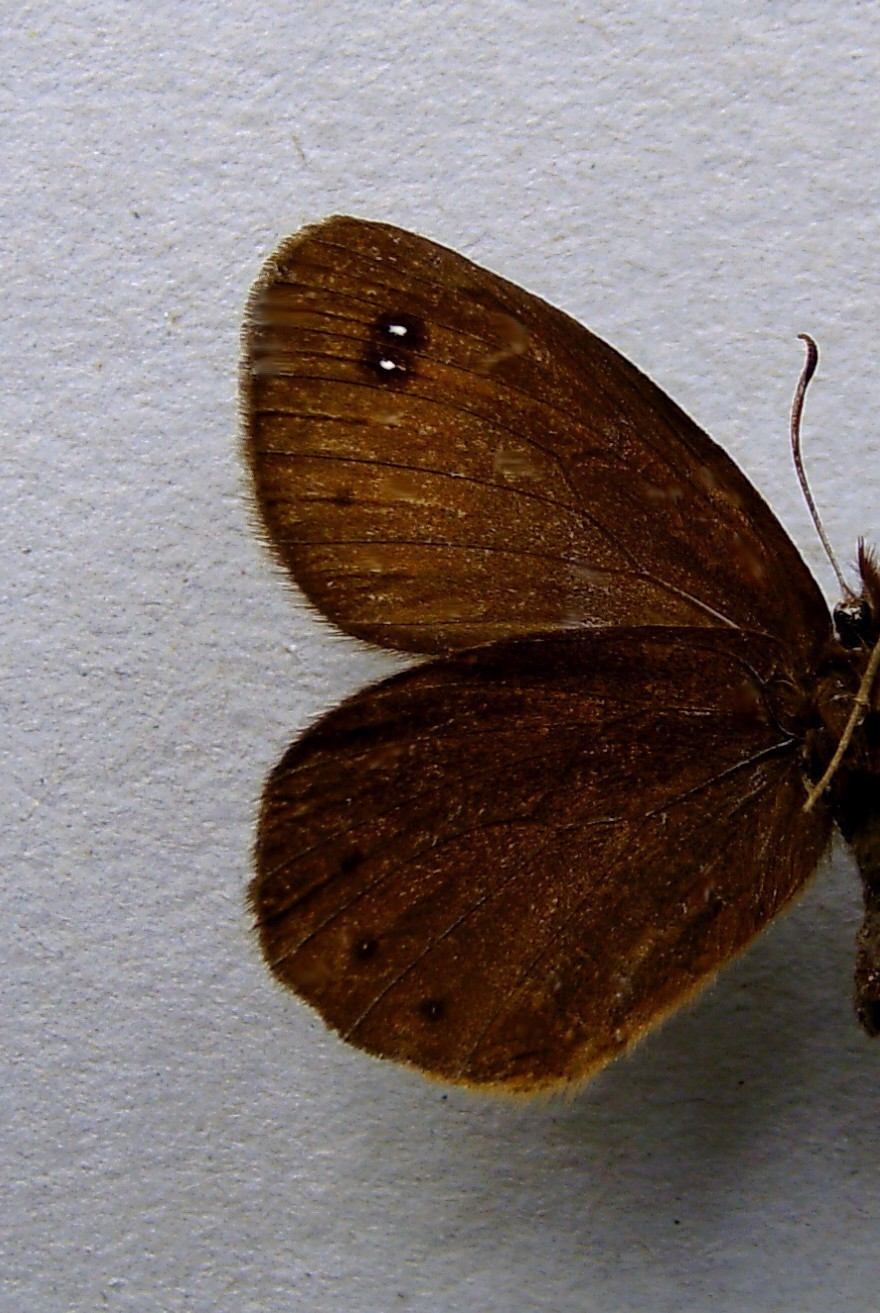
Erebia pluto face inférieure
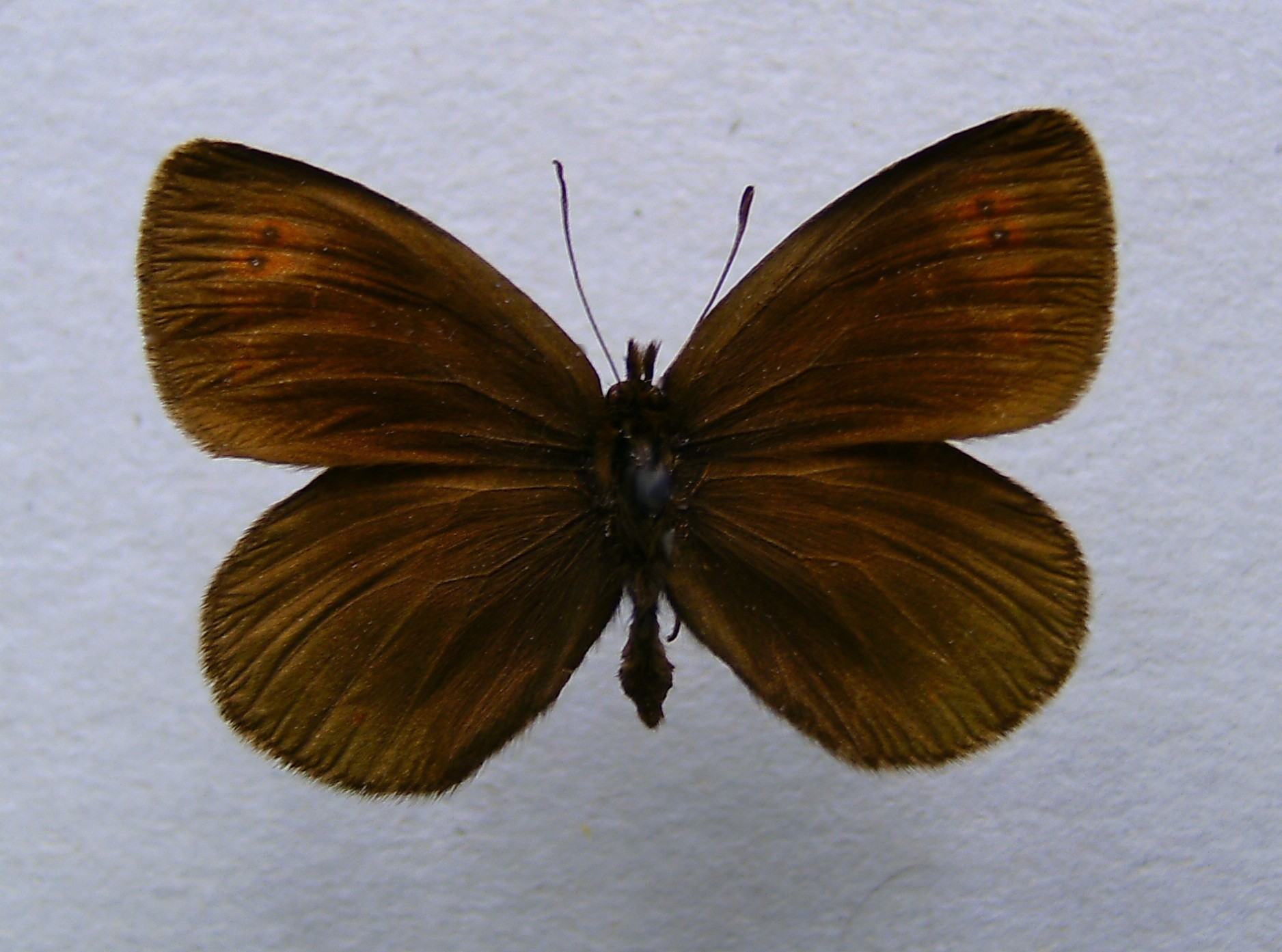
Erebia stirius
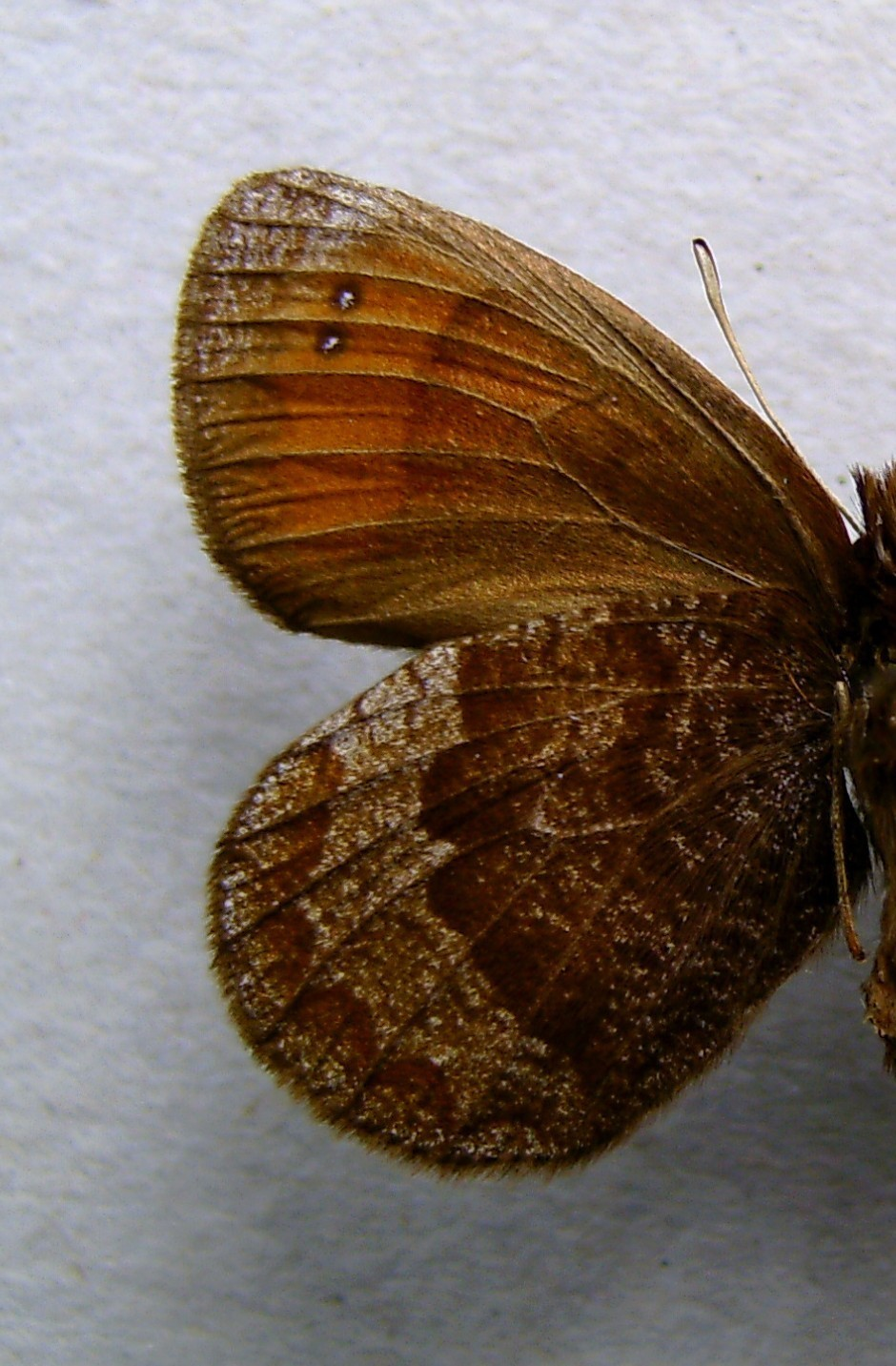
Erebia stirius face inférieure
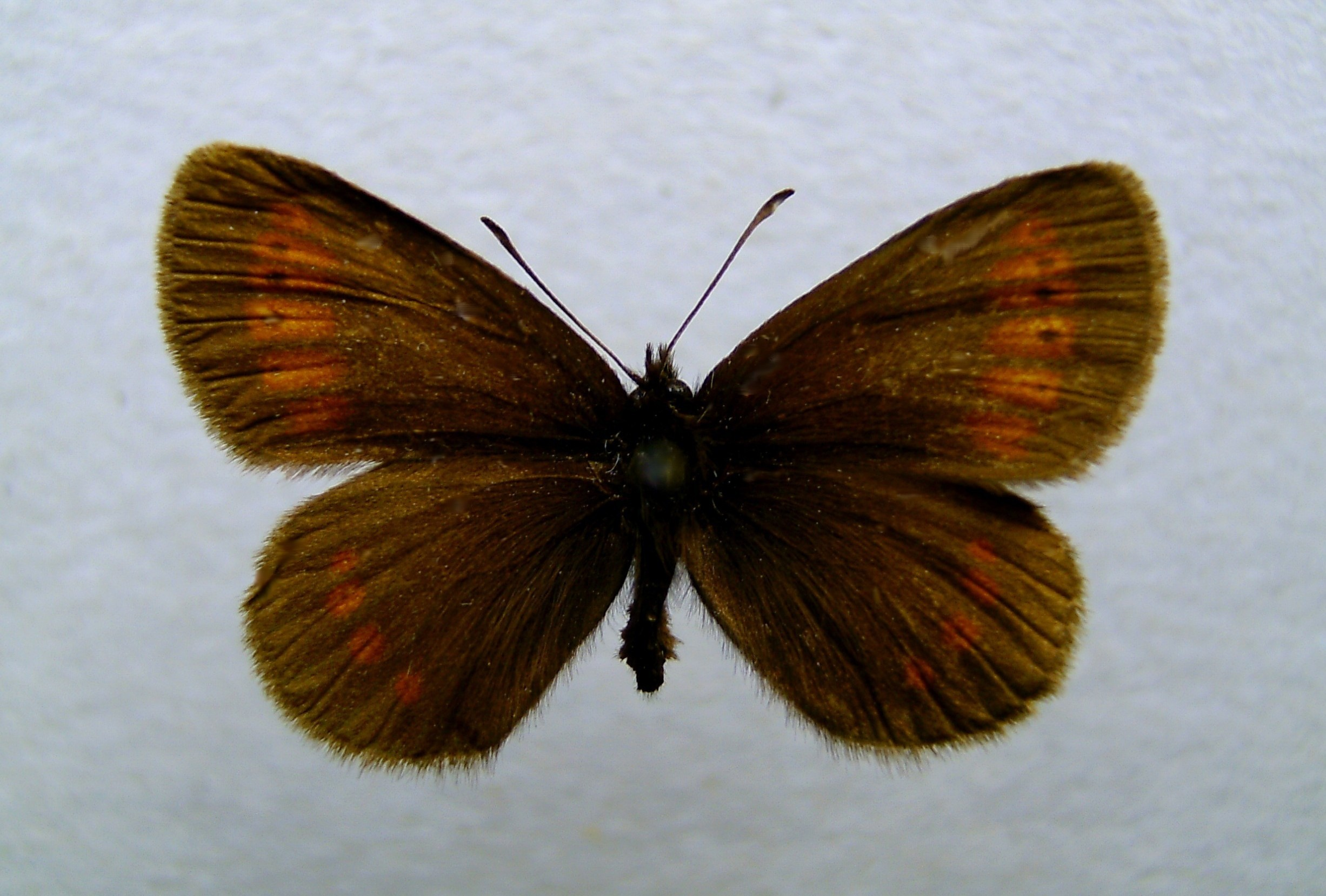
Erebia sudetica
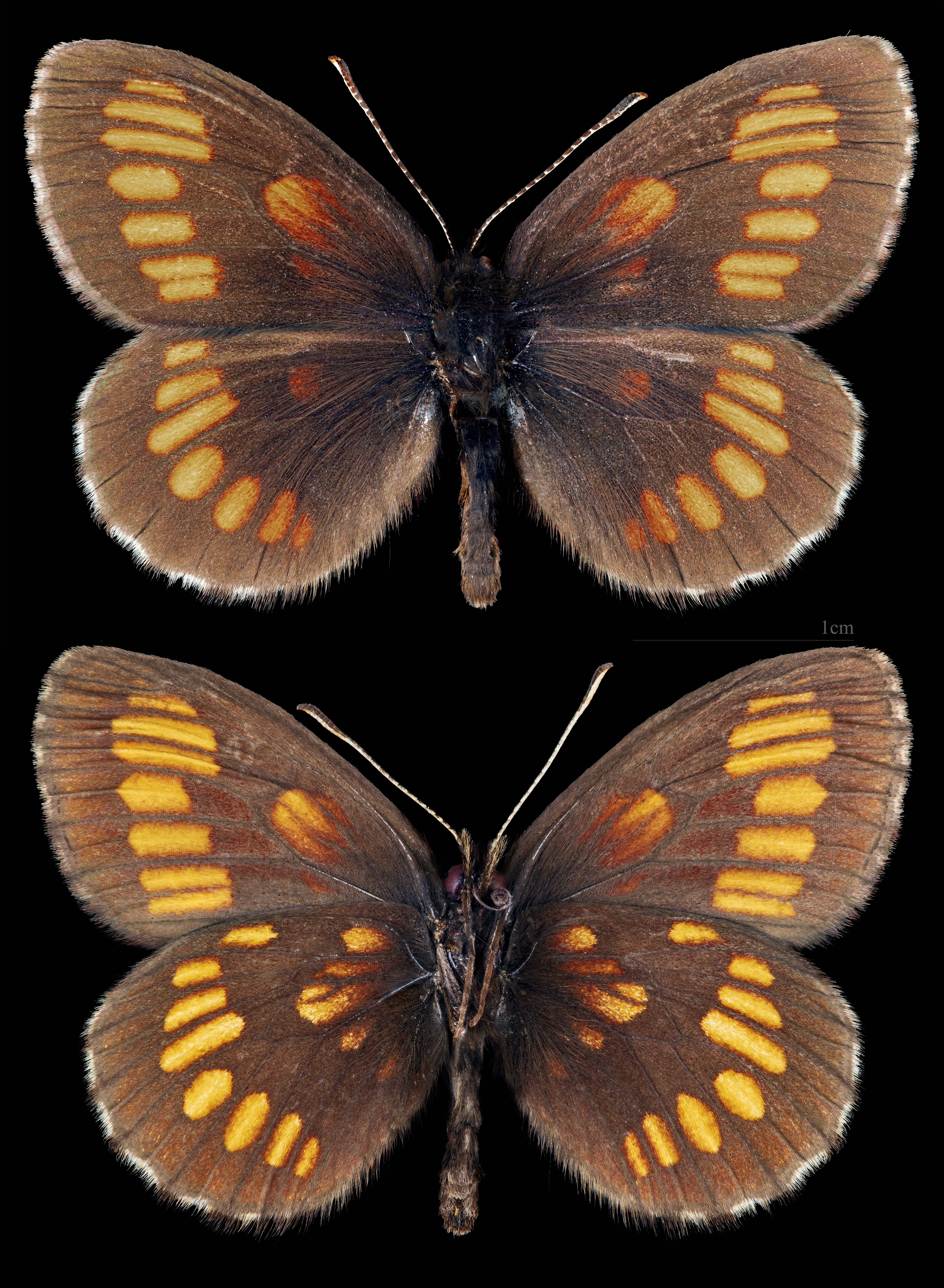
Erebia theano ♂
Erebia triarius♂
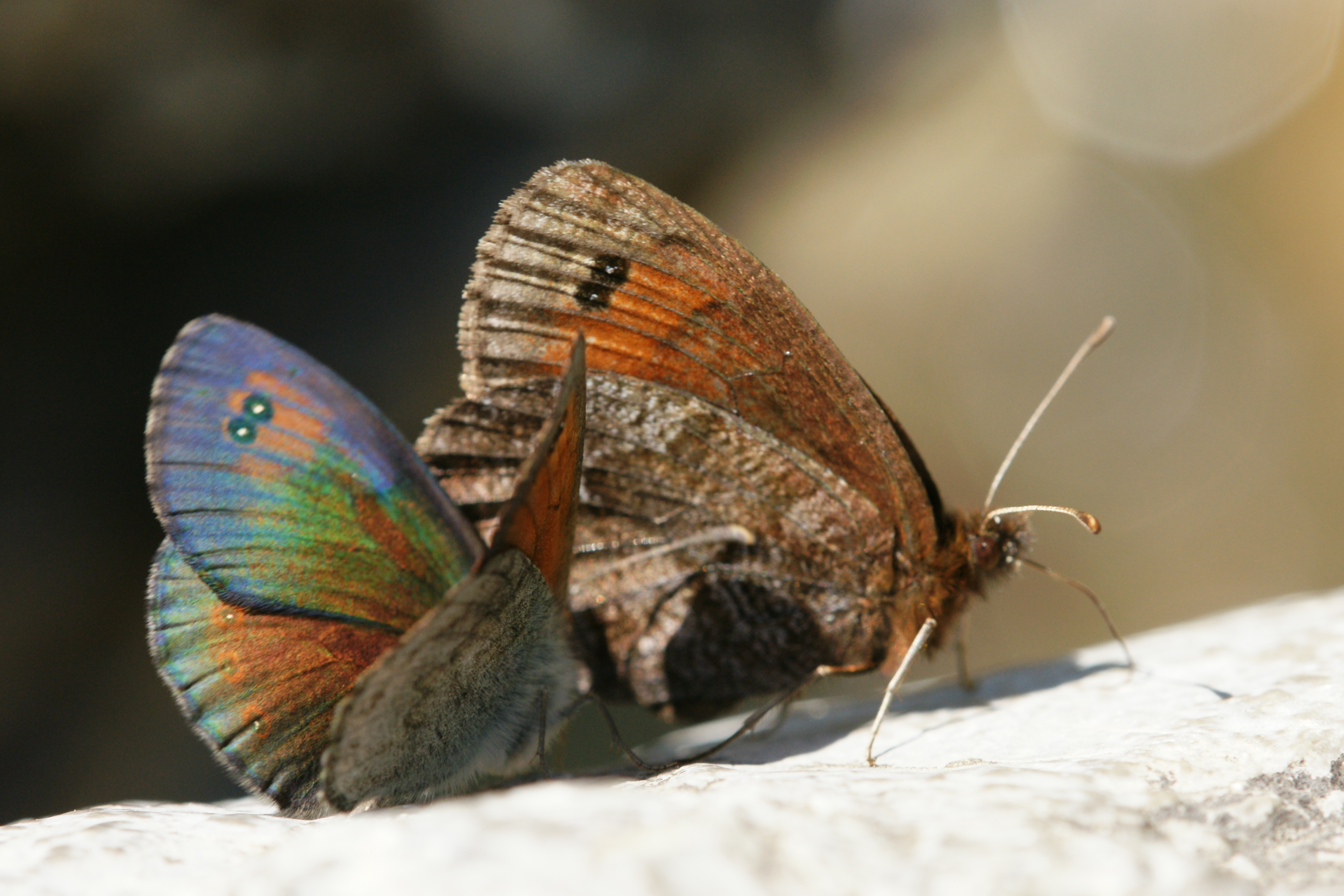
Erebia tyndarus
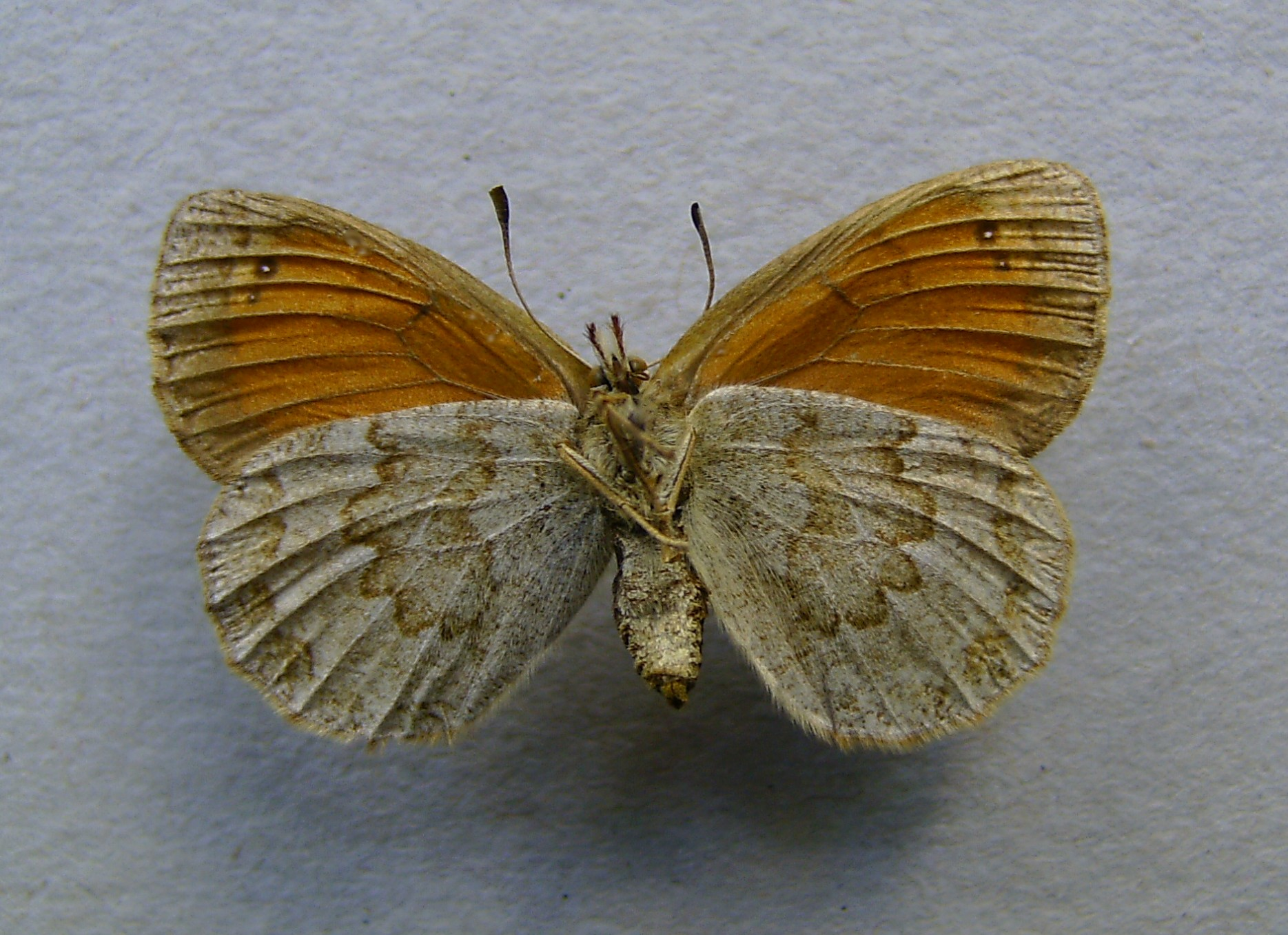
Erebia tyndarus face inférieure